# Histoire de la Mongolie
L'histoire de la Mongolie se confond avec l'histoire des peuples nomades qui ont peuplé les steppes de l'Asie centrale.
Aux sources du fleuve Amour qui sert de frontière à la Chine et à la Russie, la Mongolie est le cœur des steppes de l'Asie centrale et a souvent été le point de départ de redoutables guerriers qui ont pu se tailler des empires, en déferlant avec leurs arcs et leurs petits chevaux jusqu'au sud de la Chine, et de l'Inde, et même en Europe occidentale (Huns d'Attila, Bulgares, Avars, Hongrois encadrés par une aristocratie hunnique).
Héritière de Gengis Khan et son vaste empire du XIIIe siècle, pacifiée par les Mandchous au XVIIe siècle, devenue indépendante de la Chine à partir de 1911 avec l'aide des Russes, la Mongolie s'exerce aujourd'hui à la démocratie avec l'aide de la communauté internationale.

## Préhistoire

### Préhistoire de la Mongolie
L'Homme parvient en Mongolie entre 200 000 et 100 000 ans avant notre ère. Les premières occupations humaines, découvertes dans le Sud des régions des Monts Khangaï et du Gobi, livrent un grand nombre de pierres taillées et d'armes primitives, faites en partie de galets fluviaux, l'une des extrémités du galet ayant été taillée pour être tranchante. Elles peuvent servir à dépecer la chair des animaux tués, à écorcher et à préparer leurs peaux. Elles ont été fabriquées par l'Homme de l'Ordos, découvert en 1920 et proche de l'Homme de Néandertal. Le climat du territoire de l'Ordos, à la fin du Paléolithique (100 000 av. J.-C.), est beaucoup plus doux que de nos jours. Les montagnes sont couvertes de forêts de sapins et de feuillus. Les prairies des vallées nourrissent des troupeaux de mammouths, mais aussi des animaux des zones chaudes, comme les antilopes.
Durant le Paléolithique moyen, de 100 000 à 40 000 avant notre ère, la période glaciaire modifie les modes de vie. Les Hommes ont de plus en plus besoin de peaux animales et d'abris de bois. Les outils de pierre se perfectionnent et se diversifient. Le feu est maitrisé ; les Hommes s'abritent dans des grottes, prennent les animaux au piège et creusent des fosses avec des pieux taillés en pointe.
L'Homo sapiens parvient en Asie centrale vers 40 000 av. J.-C. Les sites les plus importants de Mongolie remontant au Paléolithique supérieur (- 30 000 à - 12 000 ans) se trouvent dans l'aïmag Boulgan, au bord de la rivière Kharaa et près d'Oulan-Bator, aux environs de Sar Khad. Les fouilles et les objets préhistoriques des bords de la Toula et de la Selenga indiquent que la région est occupée par des mammouths, des cerfs préhistoriques à grands bois, des rhinocéros à fourrure de Sibérie, des bisons et différents types d'antilopes. L'usage des armes de jet se répand (javelot à pointe d'os sur la route reliant Oulan-Bator et Sukhebâtor). Les hommes de cette période, grâce au développement des techniques de chasse (pièges, battues, armes de jet), comme l'atteste le mobilier retrouvé, sont moins nomades que leurs ancêtres. Le réchauffement climatique permet aux hommes de quitter les grottes pour s'établir dans les vallées au bord des rivières (sites des rivières Aga, Orkhon et Selenga) dans des huttes à base ronde ou carrée creusées dans la terre, au sol rempli d'os d'animaux ou de pierres, aux parois couvertes de peaux d'animaux et aux murs et au toits de branchages. On suppose que les grandes familles se formèrent pendant cette période. Ces communautés fondées sur la descendance commune exécutent les travaux nécessaires et chassent en commun. Les femmes ramassent les fruits et les grains, cultivent la terre de façon primitive, gardent le foyer, préparent la peau des animaux tués et confectionnent les vêtements. Certains auteurs parlent d'un système matriarcal à la fin de la période, quand les grandes familles de chasseurs sont parvenues à s'établir de façon à peu près stable.

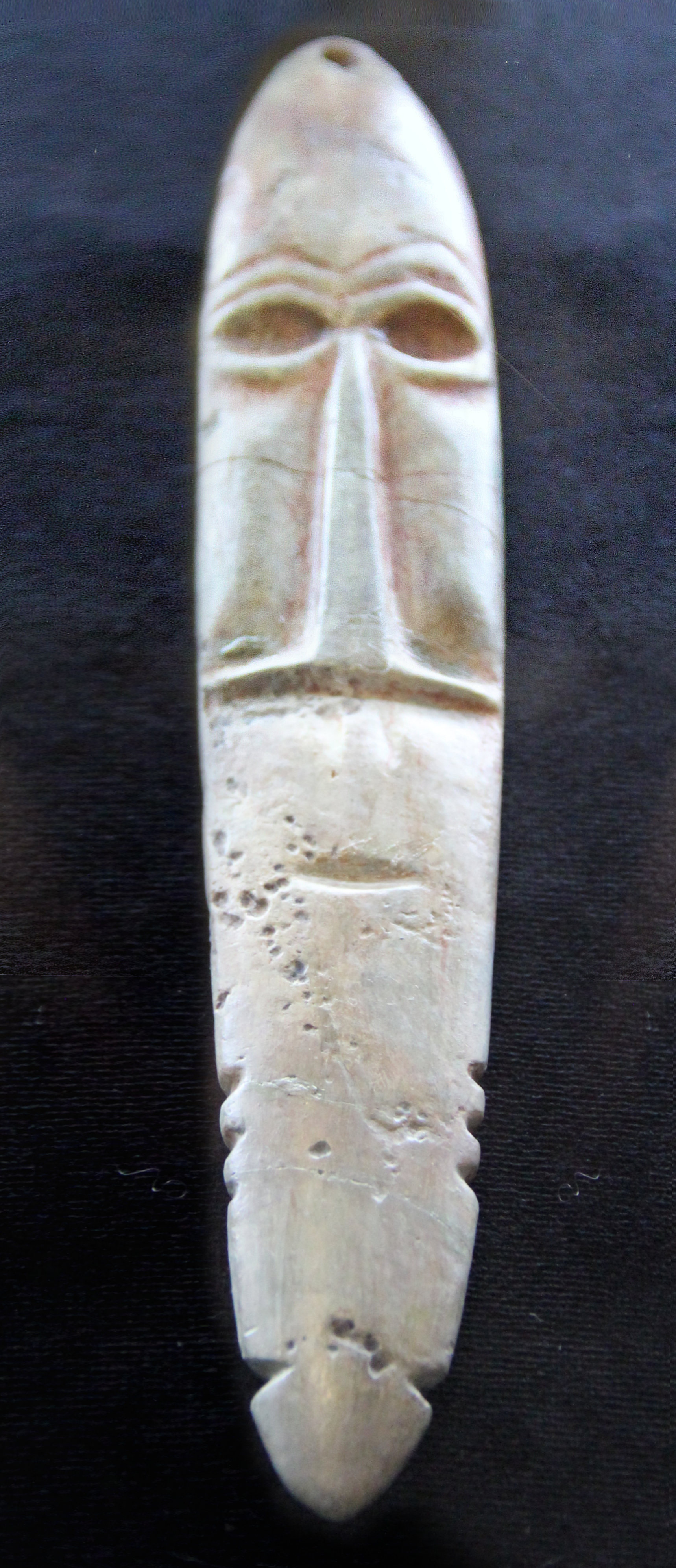
Amulette, Dornod, 4000 avant notre ère.

Le Néolithique commence en Asie centrale au VIIe ou au Ve millénaire av. J.-C. Les fouilles de A. P. Okladnikov entreprises en 1960 dans l'aïmak sud du plateau de Gobi ont livré les restes d'un atelier de taille de pierre, un foyer en pierre, des armes et outils taillés, des os d'animaux (dont des volailles), des restes de charbon et de cendre. Parmi les outils de pierre, on relève un grand nombre de racloirs et de pointes de flèches taillées des deux côtés. L'Homme néolithique maîtrise le perçage et le polissage. Près de la rivière Yœrœ ont été découverts des mortiers et des broyeurs attestant de la connaissance de la transformation du blé. Ailleurs ont été trouvés des instruments de pêche en pierre. Les objets découverts, parmi lesquels des outils faits en néphrite étrangère à la Mongolie, amènent à supposer que les rapports entre les communautés humaines dépassent alors les frontières de la Mongolie d'aujourd'hui. Des gravures rupestres de cette période d'avant l'âge du bronze indiquent la présence de chevaux dans l'Altaï.
L'âge du bronze en Mongolie est peu documenté. L'âge du bronze, dans l'Altaï (semblable à celui de la Mongolie en général), offre des témoins nombreux de populations ne relevant pas d'une seule culture et pratiquant l'élevage et la chasse. Au cours de l'âge du bronze final, toujours dans l'Altaï, ces populations pratiquent, toutes, un semi-nomadisme qui dépend de leur usage intense du cheval. Des tumuli circulaires disposés au centre d'un espace carré délimité par une ligne de pierres, ou khirigsuur, caractérisent les sites de surface, rituels ou funéraires, de cette période. De simples tumuli circulaires ou en forme de croissant peuvent les accompagner ou apparaissent isolés ou en petits groupes. De grosses pierres présentent des pétroglyphes datant de l'âge du bronze de cavaliers sur leurs montures, des chasseurs avec leurs arcs et flèches, éventuellement dans des danses rituelles costumées. Enfin certaines représentations de groupes nous mettent en présence de la vie de ces pasteurs et de leurs troupeaux, aux espèces variées, et des plantes qui ont retenu leur attention. Les « pierres de cerfs » dressées, aux angles vifs, souvent gravées, semblent par leurs gravures appartenir à l'âge du bronze final. La plupart est plus ou moins couverte de gravures qui montrent très souvent, mais de manière non exclusive, des figures de cerfs (Cervus elaphus) ou de wapiti (Cervus canadensis). Certaines de ces pierres dressées ont été réemployées à des époques ultérieures.

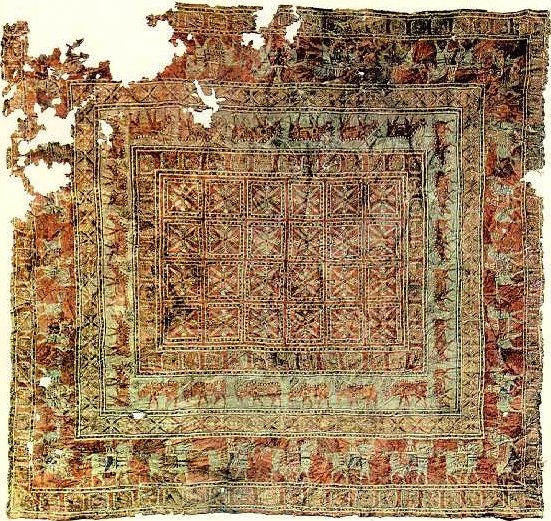
Le tapis Pazyryk.

À partir du Ve siècle av. J.-C., l'extension de l'élevage désintègre progressivement la grande famille au profit de la famille patriarcale. Les sources archéologiques des Ve-IIIe siècles avant l'ère chrétienne indiquent que l'élevage est alors très répandu en Mongolie, dans les prairies des vallées de l'Orkhon et du Kerülen (anneaux de museaux et outils de bronze en rapport avec l'élevage, bijoux destinés à orner les bêtes, restes d'os de cheval, de bœuf, de mouton et de chèvre). Les montagnes abondent en gibier. Une agriculture primitive est attestée par des mortiers et des broyeurs de bronze. Des dessins rupestres illustrent l'expansion de l'élevage : chasseurs, pâtres conduisant leurs troupeaux, chars stylisés. Les kourganes de Pazyryk dans l'Altaï, datés du Ve siècle av. J.-C. livrent des charriots à roue, des tentures murales en feutre, des mors et des brides, des tapis de selle en soie brodée, des objets de bois sculptés. Le tumulus 2 contient le cadavre d'un chef couvert de tatouages, avec des miroirs de bronze venus de Chine.
L'âge du fer commence au IIIe siècle av. J.-C.. Les objets de fer trouvés dans les tombes à dalles montrent que l'expansion de la ferronnerie s'est faite progressivement vers le sud du lac Baïkal. Une aristocratie de la steppe émerge. Certaines formes collectives de l'exercice du pouvoir subsistent parallèlement, comme l'assemblée des chefs de clan.

### Les pierres de cerfs

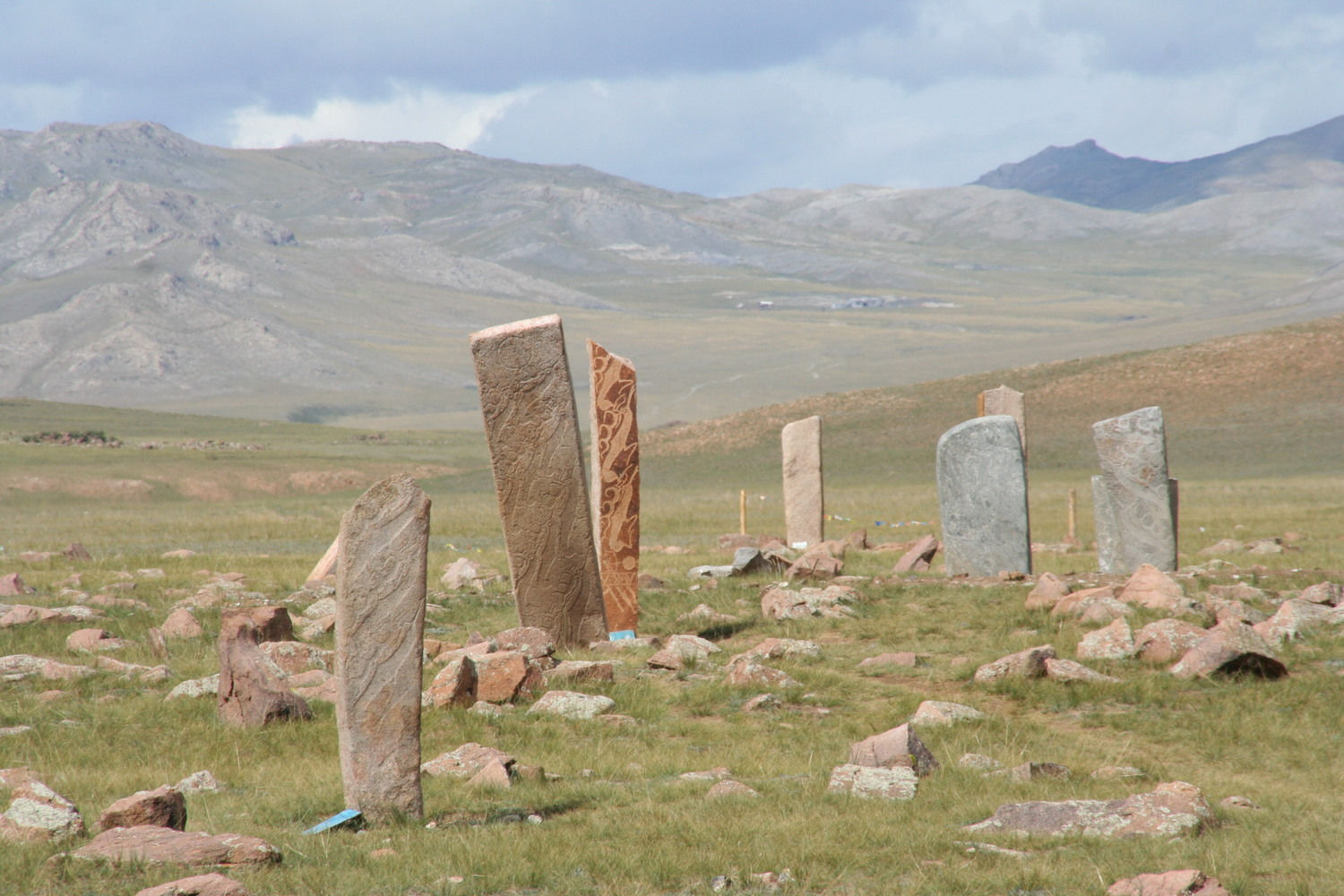
Pierres à cerfs.

Dans les plaines du Nord de la Mongolie et de l'Altaï, des représentations de créatures cornues semblent grimper le long de monolithes de granite appelés pierres à cerfs. Ces stèles dont certaines atteignent 4,50 m de hauteur, montrent aussi des ceintures équipées de flèches, de haches et d'outils de l'âge du bronze. Selon les spécialistes qui tentent de déchiffrer ces monuments, ils ont été érigés entre -1100 et -800, environ deux millénaires avant que les guerriers de Gengis Khan ne dominent ces steppes. Ce sont, semble-t-il, des hommages à des chefs ou à des guerriers. Ces représentations stylisées de cerfs ou de wapiti (Cervus canadensis) devaient probablement montrer le chemin vers l'au-delà. Quelle que soit leur signification, elle était forte, car, pour chaque stèle, plusieurs chevaux ont été sacrifiés. Leurs têtes ont été enterrées en cercle autour des monolithes, le museau pointé vers le soleil levant. On a déjà retrouvé près de 600 pierres en Mongolie, au Kazakhstan et en Russie.

### Les tombeaux à dalle

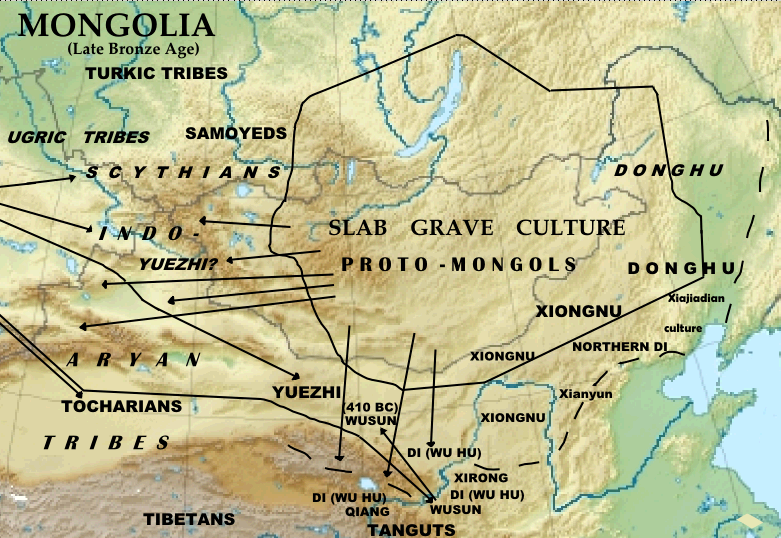
Aire des tombeaux à dalle.

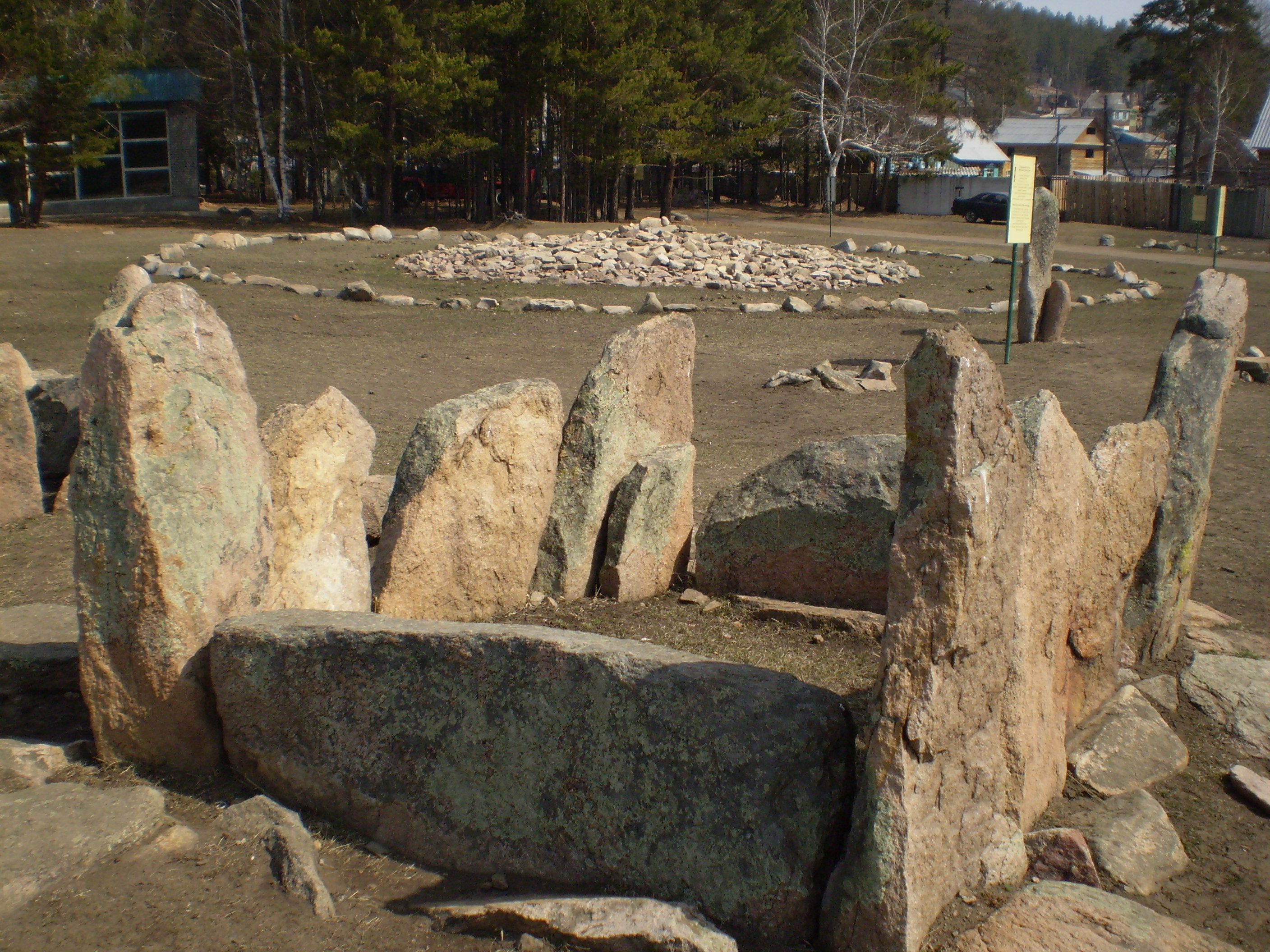
Tombe à dalle exposée dans le musée ethnographique d'Oulan-Oudé, en Bouriatie.

Les tombeaux à dalle (en) se répandent à l'ouest du Baïkal (du VIIIe aux IIIe – IIe siècles av. J.-C.), caractérisés par des dalles posées sur le sommet et parfois sur les côtés des tertres funéraires. Les morts sont couchés sur le dos, la tête à l'est, parfois posée sur une dalle, souvent accompagnés d'objets précieux : haches et épées de bronze, porte-aiguilles en bronze avec des aiguilles d'or, miroirs de bronze à manche constitué de figures animales typiques de l'art scythique. Les fragments des poteries qu'ils ont livrés proviennent de deux types : un ressemble à la poterie d'Ordos et des régions méridionales de la Mongolie, l'autre est analogue à celle du territoire de l'outre-Baïkal.
L'âge du fer commence aux environs du IIIe siècle. Les objets de fer trouvés dans les tombes à dalles montrent que l'expansion de la ferronnerie s'est faite progressivement vers le sud du lac Baïkal. Une aristocratie de la steppe émerge. Certaines formes collectives de l'exercice du pouvoir subsistent parallèlement, comme l'assemblée des chefs de clan.
- Proto-Mongols
- Culture d'Afanasievo
- Préhistoire de la Mongolie (en)

## Les Xiongnus (de -220 à +155)

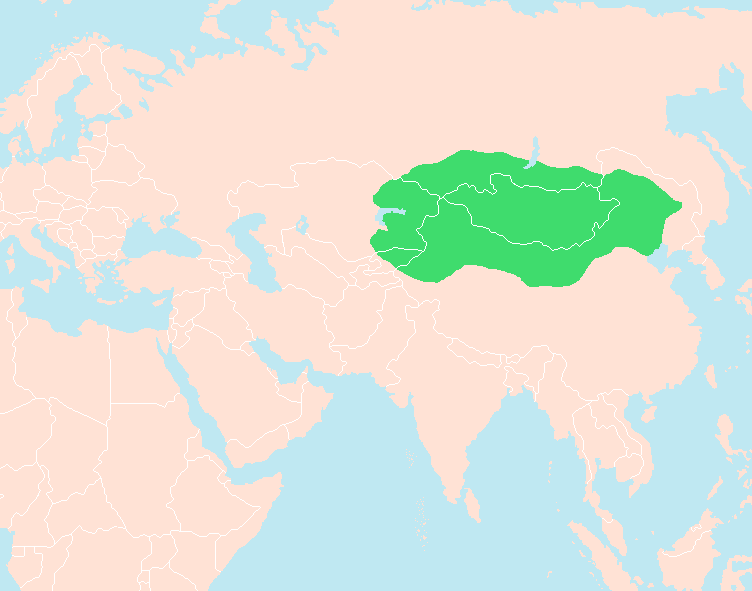
Domaine d'influence des Xiongnus (-209 – 216 apr. J.-C.).

Les Xiongnus entrent dans l'histoire en 318 av. J.-C. quand ils sont cités dans la coalition de Wei, Han et Zhao contre Qin, puis 245 av. J.-C., à l'occasion d'un affrontement contre le royaume chinois de Zhao. La confédération nomade des Xiongnus créée par Touman, certainement composée de peuples proto-turcs, trouve son centre dans la région de l'Orkhon et de la Selenga, en Mongolie actuelle. Le chan-yu qui détient le pouvoir suprême réside sur le cours supérieur de l'Orkhon. Il est suivi dans la hiérarchie par les deux toukis (chefs sages). Le « chef sage de gauche », héritier du titre de chan-yu, a son siège à l'est près du cours supérieur de la Kerülen. Le « chef sage de droite » est installé dans les Monts Khangaï, près d'Ouliastaï. Des fonctionnaires leur sont subordonnés. L'Empire est organisé sur une base militaire avec une discipline sévère. L'armée, composée de l'ensemble des hommes, est divisée en dix régiments, subdivisés en escadrons et en « dixièmes ». La division décimale de l'armée, comme la tactique et la discipline militaire, survivront à l'Empire. La cavalerie, très mobile, est l'arme principale. Les Xiongnus livrent rarement une bataille rangée, préférant tendre des embuscades. De source chinoise, ce sont d'excellents archers.
Comme l'attestent les fouilles des nécropoles princières de Noïn Ula (en) et de Gol Mod, les Xiongnus pratiquent l'artisanat : ferronnerie (vaisselle en fonte et clochettes), filage et tissage de la laine, orfèvrerie. Les tombes recèlent également des chars chinois, des vêtements de soie et des objets de laque qui proviennent des tributs annuels livrés par la Chine des Han après 198 av. J.-C.
Les Xiongnus sont certainement chamanistes. Ils adorent le ciel (tengrisme) et les esprits des montagnes et des cols. Pour porter le deuil, ils se blessent le visage avec un couteau pour que le sang se mêle à leurs larmes. Ils étranglent souvent les femmes et les serviteurs des nobles défunts pour les enterrer avec. Ils fabriquent une coupe du crâne de leurs ennemis pour décupler leurs forces en buvant dedans. La fête principale a lieu en automne lorsque la population et les troupeaux se réunissent pour un recensement sur ordre du chan-yu.
Les Xiongnus sont des pasteurs semi-nomades, éleveurs de chevaux et de bœufs. La proportion de bétail par personne est estimée à 300 têtes pour les nulus (nation) les plus riches. On estime que la Mongolie pouvait nourrir de 4 à 12 millions de chevaux. Les excédents de l'élevage sont échangés avec les peuples voisins sédentaires (Chine) contre des biens nécessaires à l'aristocratie : riches vêtements, armes, vaisselle, produits agricoles.

## Les empires des steppes (150-1206)
Vers 150 les Xianbeis exercent leur hégémonie sur la Mongolie orientale au détriment des Xiongnus septentrionaux. Au IIIe siècle, les Avars ou Ruanruans forment une confédération qui s'étend au Ve siècle de la Corée à l'Irtych. Le puissant empire göktürk de Bumin les bat en 552. La Mongolie est intégrée au premier puis au second empire turc jusqu'en 744. Les Ouïghours dominent ensuite la région jusqu'en 840 quand leur empire tombe sous les coups des Kirghizes. Ces derniers sont chassés à leur tour par les Khitans en 924. La Mongolie, vidée de ses habitants, échappe désormais aux peuples turcs (les Ouïghours refusent la proposition des Khitans de réintégrer la région) au profit des proto-Mongols venus principalement de Mandchourie (Tatars, Naïmans, Kéraïts, Öngüts).
Les empires des steppes, selon la formule de René Grousset, se sont constitués à partir d'un clan qui, à l'initiative d'un chef énergique proclamé khaan (ou grand khan ou qagan), réunissait par la force des armes et des alliances matrimoniales une vaste confédération de nations. Et après avoir déferlé et soumis de riches royaumes sédentaires voisins, le plus souvent son empire se disloque sous ses successeurs aussi vite qu'il s'est formé. Plus récemment, les historiens ont remarqué que ces empires se succèdent simultanément et aussi que les dynasties à leurs têtes se maintiennent dans le temps.
Plusieurs empires se succèdent ainsi :
- IIIe siècle av. J.-C.-IIe siècle : confédération des Xiongnu ;
- IIe-IIIe siècle : confédération des Xianbei ;
- IVe-VIe siècle : confédération des Ruanruan ;
- 552-585 : premier Khaganat turc (Göktürk) ;
- 585-681 : scission du Khaganat en deux, Khaganat turc oriental et Khaganat turc occidental, puis assujetissement à la dynastie Tang ;
- 681-747 : second Khaganat Turc (Göktürk) ;
- 744-840 : empire des Ouïghours ;
- 840-927 : empire des Kirghizes ;
- 924-1125 : empire des Khitans, qui fondent la dynastie Liao en Chine du Nord en 947 ;
- 1125-1206 : confédération des Mongols, préambule des conquêtes mongoles ;
- 1206 : Empire mongol de Gengis Khan.

De l'empire des Göktürk (ou T'ou-kiue), il reste la stèle de l'Orkhon, « le plus ancien monument daté de la littérature turque ».
Le plus célèbre et le plus vaste de ces empires, celui de Gengis Khan, parvient à devenir l'état le plus vaste et le plus puissant de l'histoire. Les descendants de Gengis Khan continueront de diriger une grande partie de l'Eurasie jusqu'au XVIIe siècle, ainsi que la Mongolie jusqu'au XXe siècle.

## L'origine des Mongols

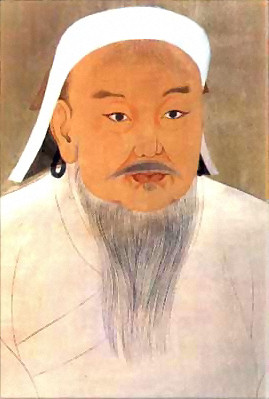
Anonyme, Portrait de Gengis Khan (14e Siècle)

Il semble que ce peuple apparaisse déjà dans les chroniques chinoises du IVe siècle de l'ère chrétienne sous le nom de Menggu (蒙古, mēnggǔ). Il serait originaire des confins occidentaux de la Mandchourie, c'est-à-dire de la région du cours supérieur du fleuve Amour. Le nom de Menggu désigne à l'origine le nom du lignage aristocratique à leurs têtes.
Les Mongols, se déplacent progressivement vers l'ouest. Vers le XIe siècle, ils occupent la région des fleuves Onon et Kerülen, puis tout le territoire de la Mongolie actuelle. Les Mongols ont un lien particulier avec le massif des monts Khentii, situé au nord d'Oulan-Bator et au sud du lac Baïkal. Ils y situent leur montagne sacrée, le Burkhan Khaldun, où les ancêtres mythiques de l'aristocratie, le Loup Bleu et la Biche Fauve (Börte Cino et Qo'ai Maral) auraient vécu.
La première confédération mongole que l'on connaisse s'est formée à l'est du Khentei, sous l'impulsion de Khaboul Khan, qui a probablement vécu entre 1100 et 1150. Ses conflits avec les Tatars, ses voisins orientaux, ont entraîné sa dislocation.
L'organisation politique des mongols est comme suit; à leur tête on trouve un roi (khan (Qa'an)), toujours issu de la famille princière, celui-ci est élu par l'aristocratie (noïns) lors d'un qurultay. Ces aristocrates forment l'entourage du souverain, par lesquels celui-ci peut contrôler son territoire. Les Khans se déplacent continuellement en horde (ordo) pour contrôler et surveiller leurs vassaux. Les aristocrates portent des noms et titres distinctifs comme ba gatour (preux, courageux), böki (fort, puissant), bilgaï (sage), setchen (savant), merguen (archer excellent). Les différents conflits entre certains nobles permettent aux khans d'accroître leur pouvoir économique, par la possession d'esclaves et de pâturages. Les vaincus, les ounagan bogol, gardent le bétail des plus puissantes maisons nobles et traquent le gibier lors des chasses organisées à l'échelle nationale. Les nuker, membres de l'escorte du khan, deviennent la force armée de la domination des masses. Les pâtres libres se trouvent assujettis aux seigneurs, propriétaires (edjen) du domaine de pâturages (noutoug). L'économie de l'aïl reste autarcique, mais n'exclut pas le troc avec les peuples sédentaires voisins (bétail contre produits manufacturés).

## L'Empire mongol (1206–1243/1294)
- Empire mongol

Empire mongol
En 1294 l'Empire a été scindé en :
Horde d'or
Khanat de Djaghataï
Houlagides
Empire du Grand Khan (dynastie Yuan)

De 1206 à 1227 le khan mongol Gengis Khan conquiert une grande partie de l'Asie, créant le plus grand empire de tous les temps. Ses successeurs achèvent la conquête du continent et parviennent jusqu'en Syrie et en Europe orientale. L'empire, scindé en quatre grands oulous dès l'époque de Gengis Khan, donne naissance à quatre grands ensembles qui évoluent séparément à partir de 1260 : la Chine des Yuan à l'est, le Djaghataï au centre, l'Ilkhanat au sud-ouest (Iran, Irak et Syrie) et la Horde d'or dans la steppe russe.
Gengis Khan instaure un véritable état mongol en empruntant aux Ouïghours leurs institutions administratives et en imposant le droit mongol (Grand Yasa ou Djasag, Le Grand Corps de Lois, rédigé en partie par Chiki-koutougou et disparu aujourd’hui). Le pays est divisé en deux circonscriptions, le baraghoun-ghar à l'ouest et le djegun-ghar à l'est. Le Djasag consolide les rapports féodaux au détriment des droits claniques et à la structure tribale. Le peuple est attaché aux pâturages et il est interdit de quitter les communautés organisées par l'administration militaire. Il prévoit des tribunaux et les châtiments à infliger aux contrevenants.
Les conquêtes amènent le dépeuplement de la Mongolie et ralentissent son évolution intérieure. Le manque d’hommes, utilisés pour la guerre, ralentit le développement de la société. Pendant le règne d'Ögedeï, la féodalisation connaît un vif essor tant en Mongolie que sur les territoires conquis.
La vision occidentale du monde mongol provient alors surtout des récits et des essais des voyageurs occidentaux, principalement pour les deux missions du pape Innocent IV d'ambassade aux Mongols, vers 1245-1251, bien avant Niccolò et Matteo Polo et Marco Polo (1254-1324) ou encore Jean de Montecorvino (1247-1328), mais bien après les voyages des nestoriens. Parmi les missionnés :
- Jean de Plan Carpin (1182-1252), Ystoria Mongalorum (en) (vers 1240, L'Histoire des Mongols que nous appelons Tartares);
- C. de Bridia (?-?) Tartar Relation (en) (vers 1247);
- Benoît de Pologne (1200c-1280c), De Itinere Fratrum Minorum ad Tartaros (Sur le voyage des frères franciscains vers les Tartares);
- André de Longjumeau, Simon de Saint-Quentin;
- Laurence du Portugal (pt);
- Ascelin de Lombardie (frère Anselme, Nicolas de Crémone) (?-1256c);
- Guillaume de Rubrouck (1220-1293)[12].

À partir des années 1260, l'Empire mongol se désintègre et forme désormais des provinces indépendantes les unes des autres. Le grand khan, qui réside à Pékin, ne peut imposer son autorité directe que sur la Chine et la Mongolie, et du fait des distances, son autorité n'est que nominale dans les oulous occidentaux.
La vie économique de la Mongolie stagne et l'économie reste essentiellement pastorale. Les guerres ont enrichi la couche dirigeante, mais affaibli considérablement la démographie. Pendant la seconde moitié du XIIIe siècle, de nombreux mongols quittent la Mongolie pour s'établir dans les territoires conquis, plus riches, et se fondent dans la population locale. En Mongolie proprement dite, la classe dirigeante nomade et féodale prive les pâtres et les paysans du droit de migration, considéré par le Djasag comme de la désertion et passible de mort. Les pâtres libres du siècle précédent deviennent des serfs attachés à la glèbe et privés de leur liberté.
Après l'effondrement de l'Empire mongol en Chine en 1368, la Mongolie entre dans une période de démembrement féodal nomade et de pauvreté. La classe militaire et féodale, qui s'est enrichie pendant les conquêtes, voit ses ressources s'épuiser et cherche à le compenser par l'exploitation intense des pâtres (arates). Au cours des XIIIe-XIVe siècles, ceux-ci ont été définitivement attachés au pâturage et doivent non seulement entretenir leurs seigneurs (noïons) mais entrer en campagne pour augmenter leurs richesses par le butin. Les campagnes militaires ont dépeuplé la Mongolie. La pénurie de main-d’œuvre empêche l'évolution de l'économie, l'élevage extensif de gros bétail restant le seul revenu. Le commerce décline avec la Chine après la chute des Yüan. Privé du tribut des oulous, l'économie du domaine central devient autarcique. La chasse recommence à jouer un rôle important (grandes battues à l'automne, petites chasses au printemps et en été).

## Dayan Khan (khagan 1480-1517/1543)
Tandis que les descendants de Gengis Khan s'entre-tuent, dans un pays livré aux pillages et à l'anarchie, un peuple mongol qui n'avait pas participé aux conquêtes commence à s'illustrer. Ce sont les Oïrats, encore appelés Mongols occidentaux, qui vivent à l'ouest du lac Baïkal et au nord de l'Altaï. Mentionnés pour la première fois en 1204 lors de leur alliance avec les Naïmans contre Gengis Khan, ils ont pu sauvegarder leur autonomie. Originaire de Mongolie occidentale et du cours supérieur du Ienisseï, ils descendent dans les steppes de Mongolie occidentale à l'ouest de l'Altaï, à la fin du XIIIe siècle. Mengü Temür, le seigneur oïrat le plus puissant de la fin du XIVe siècle, a trois fils, Mahmoud (Ma-ha-mou), T'aï-p'ing et Batou-Bolod. Bloqués par les Mongols orientaux dans leurs échanges avec la Chine, les khans oïrats tentent de s'emparer du titre de grand khan et de dominer la région centrale. Leur chef Ma-ha-mou en compétition avec Esseku, le fils d'Ugetchi, pour le pouvoir, fait alliance avec les Ming contre les Mongols orientaux, qui ont proclamé un Gengiskhanide, Oldjaï Témür. Après leur victoire en 1410, la Mongolie est divisée en deux parties, un khanat oriental et un khanat occidental.
Entre 1434 et 1438 Toghon, fils de Ma-ha-mou, étend la domination des Oïrats sur toute la Mongolie et fonde l'Empire kalmouk. Son fils Esen Taïji réussit un formidable coup d'éclat en capturant l'empereur de Chine (de la dynastie Ming), lors d'une bataille où 100 000 soldats chinois perdent la vie. Il fut assassiné en 1455.
Les Oïrats se scindent bientôt en trois groupes, les Dzoungars (ou Jüüngars) (Züün Gar [« main gauche »] en mongol moderne, groupe qui a donné son nom à la Dzoungarie, actuellement situé dans région du Nord du Xinjiang), les Khoshuuts et les Torguuts (actuellement connus sous le nom de Kalmouks).
La restauration des Mongols orientaux est l'œuvre d'une femme exceptionnelle, Mandukhaï Khatun. Elle recueille l'un des rescapés de la descendance de Khubilaï, Batu-Möngke, qui avait alors sept ans. Elle le met sur le trône, chasse les Oïrats de Mongolie et assure la régence. À l'âge de 18 ans, Batu-Möngke épouse sa mère adoptive et prend le titre de Dayan Khan (Dayan provenant du chinois Da Yuan). Il règne durant pas moins de 73 ans, (incohérent avec les dates de son article détaillé) jusqu'en 1543 sur une Mongolie pacifiée.
Il effectue une répartition des Mongols orientaux qui existe encore aujourd'hui. Les Khalkhas et les Chakhars forment l'aile orientale, les premiers en Mongolie centrale et les seconds à l'est de l'actuelle Mongolie-Intérieure. Les Ordos et les Tümets forment l'aile occidentale, les premiers au centre de la Mongolie intérieure et les seconds au nord des premiers. Les Chakhars, étant dirigés par la branche aînée des Dayanides, peuvent porter le titre de Grand Khan.
À la mort de Dayan Khan, ses fils Bodi Alag Khagan, Daïsoun et Tümen Zasagt Khan lui succèdent. Tumen s'avère le plus compétent. Il s'efforce d'unir les tribus mongoles et d'organiser un centre d'administration regroupant les nobles. Après quelques succès, son activité, devant l'indifférence des seigneurs, aboutit au séparatisme féodal. L'aile droite de la Mongolie se rallie à Altan Khan et le proclame empereur. Celui-ci s'efforce de rétablir l'unité de la Mongolie, et mène une série de campagnes contre les Oïrats hostiles au regroupement des tribus.
Pendant son règne, l'agriculture se consolide et des centres commerciaux s'établissent en Mongolie. En 1543, il entreprend de grandes constructions dans sa résidence de Koukou-khoto. La ville devient un centre d'artisanat et de commerce.
Au XVIe siècle apparaissent en Mongolie des imprimeries utilisant des matrices de bois, technique sans doute d'origine tibétaine mais utilisée par les Ouïgours et d'autres peuples d'Asie Centrale. Au cours des XVIe et XVIIe siècles se constitue le mongol littéraire classique. Les chroniqueurs mongols les plus remarquables de l'époque sont Sagan Setsen, auteur de Erdeni-yin tobči (La sertissure de pierre précieuse) et Güüsh Luvsandanzan (en), auteur de l'Altan tovtch (La sertissure d'or).

## La conversion au bouddhisme

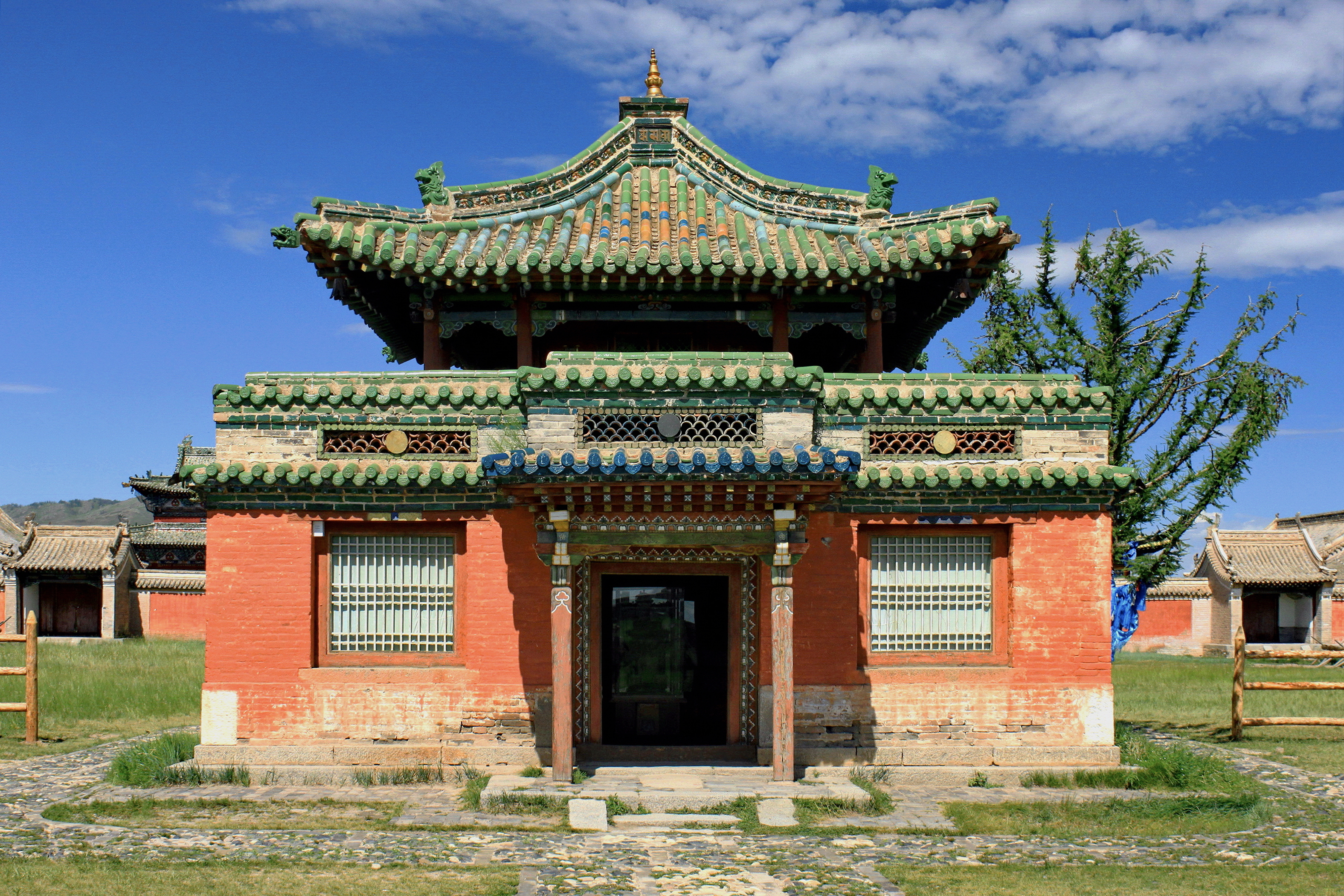
Temple de Dalaï-Lama d'Erdene Zuu.

Altan Khan (1507?-1582), petit-fils de Dayan Khan et roi des Tümed, aidé par son petit-neveu Khutukhtaï-sechen-khontaïji (1540-1586), prince des Ordos, poursuit des campagnes militaires entamées par son grand-père. Il vainc les Oïrats, prend pied dans l'actuelle province chinoise du Qinghai, au nord-est du Tibet, et arrive devant Pékin en 1550. Vingt ans plus tard, il obtient l'ouverture de marché à la frontière de la Chine. Il fonde Hohhot (Khökh khot [« ville bleue »] en mongol moderne), actuelle capitale de la Mongolie-Intérieure, en 1575.
Khutukhtaï-sechen-khontaïji se convertit au Bouddhisme tibétain en 1566. Altan Khan suit son exemple le 15e jour de la Ve lune de 1578, lors d'une rencontre avec Seunam Gyamtso, l'abbé du monastère de Drépoung. Ce dernier est considéré comme le troisième successeur par réincarnation de Gendun Drub, disciple de Tsongkhapa, le fondateur de la lignée des Guélougpa. Il reçoit d'Altan Khan le titre de dalaï-lama, où dalaï est un terme mongol signifiant « océan ».
Plus tard, c'est au tour d'Abadai Khan (1554-1588), roi des Khalkhas dont l'apanage se trouve dans la région de Karakorum, de se convertir. La capitale, reprise par les Mongols après leur expulsion de Chine, a été détruite par les Chinois en 1380. Sur ses ruines, en 1585, Abadai Khan commence la construction du grand monastère d'Erdene Zuu (le « monastère joyau »), qui existe encore aujourd'hui.

## La Mongolie au début duXVIIesiècle: fin de l'indépendance (1604-1644)

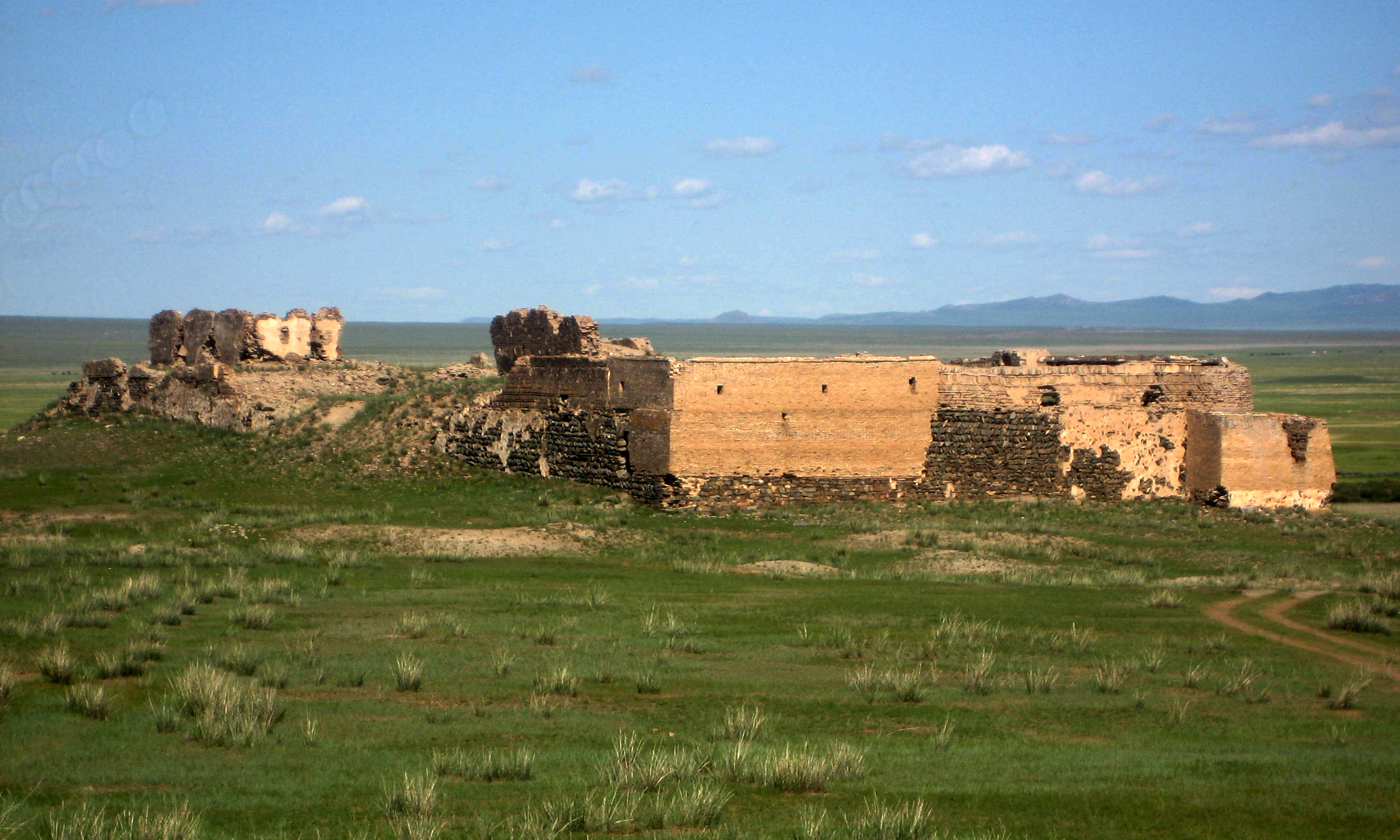
Ruines du château de Tsogto Taiji, construit en 1601 à Dashinchilen, dans l'aïmak de Bulgan.

À la mort d'Altan Khan, son empire qui s'étend du lac Qinghai (Koukou-nor) à la Grande Muraille ne tarde pas à se désintégrer en domaines féodaux rivaux. L'absence de marchés et d'échanges entre les différents territoires ainsi que la politique des Ming, qui s'efforcent de diviser les féodaux mongols, expliquerait pour une part l'échec de la restauration de l'Empire mongol.
À partir de 1604, les Chakhars sont gouvernés par Ligden Khan (1592-1634), détenteur légitime du titre de Grand Khan. Il rêve d'acquérir le prestige d'Altan Khan et de regrouper les Mongols autour de lui, mais c'est un personnage arrogant et dépourvu de tout tact politique. Les aristocrates de la Mongolie méridionale préfèrent, dès 1616, se rallier aux Mandchous, conquérants nouvellement apparus.
Un prince khalkha, Tsogtou-taïdjii (ou Tsogto Taiji, prince-brillant, 1580-1637, de son vrai nom Tsurugul), est le seul de sa famille à engager le combat contre les Mandchous. Adepte de l'école du bouddhisme tibétain des « bonnets rouges », il doit s'enfuir de Mongolie. Il s'établit dans la région du lac Qinghai (Koukou-nor), où il cherche à rassembler les khans mongols. Il ne réussit pas à réunir ses forces avec celles de Lingdan. Il meurt lors d'une campagne contre le Tibet en 1637, tué par le khan oïrat Güshi Khan venu soutenir le dalaï-lama et le panchen-lama, chef de la secte rivale des « bonnets jaunes ».
Vaincu par les troupes mandchoues en 1632, Ligden Khan se réfugie au Qinghai, mais il meurt de la variole. Le sceau impérial tombe aux mains de Huang Taiji (1627-1643), le khan mandchou, qui peut dès lors prétendre à la souveraineté sur les Mongols. En 1636, quarante-neuf princes de la Mongolie méridionale reconnaissent Huang Taiji comme Bogda-khan (« Auguste Khan ») lors d'une grande cérémonie au lac Doloon, à 400 km à l'est de Hohhot. Le nom de la dynastie est changé, le khan mandchou était désormais empereur des Qing.
Au commencement du XVIIe siècle, les Oïrats sont établis, sous le commandement des Tchoros, dans la vallée de l'Ili. Suivant l'ancienne organisation administrative, les Tchoros s'appellent aussi Dzoungars (aile gauche). Vers 1630, quelques féodaux oïrates, mécontents de la domination des Tchoros, émigrent dans la région de la basse Volga avec 50 000 ou 60 000 hommes. Quelques années plus tard, ils sont suivis par les Torgouts et les Kochots.

## La domination des Mandchous (1644-1890)
En 1644, les Mandchous renversent la dynastie chinoise des Ming et établissent la dynastie Qing. Les Mongols méridionaux se trouvent de la sorte rattachés à la Chine. Vivant dans ce que l'on appelle la Mongolie-Intérieure, ils n'ont jamais retrouvé leur indépendance.
La soumission des Khalkha aux Mandchous est causée par l'émergence du Khanat dzoungar avec un conquérant de grande envergure, Galdan Boshugtu Khan, né en 1645. Après avoir soumis les Ouïghours du Xinjiang, ses voisins méridionaux, il se tourne vers la Mongolie. Entre 1688 à 1690, il parvient à mettre en fuite les princes Khalkha, qui n'ont d'autre possibilité que de demander l'aide des Mandchous. L'empereur Kangxi accourt à la rencontre des Dzoungars et les repousse avec son artillerie. Les Khalkhas lui proclament leur allégeance en mai 1691, au lac Dolon.
Galdan repart à l'assaut de la Mongolie, mais ses troupes sont écrasées (et sa femme tuée) par l'artillerie mandchoue au sud d'Oulan-Bator, le 12 juin 1696. Le temps de la suprématie militaire des nomades sur les sédentaires, désormais équipés d'armes modernes, est révolu. Galdan se donne la mort le 23 avril 1697. En 1757, les Dzoungars de la Dzoungarie sont définitivement vaincus, et même pratiquement exterminés, par les troupes chinoises.
Peu de Khalkha contestent la suzeraineté mandchoue. On signale une révolte conduite par le prince Chingünjav, en 1756 et 1757. Pendant la guerre contre la Dzoungarie (1754-1757), les khanats khalkhas sont devenus le terrain d'opération des armées mandchoues, ce qui provoque le mécontentement des Arates comme celui des seigneurs laïcs et ecclésiastiques. Les peuples des Aïmaks (ligues) frontaliers du Zasagt khan (kKhanat djasaktou) et saïn-noïon ont évacué leurs territoires pour lutter contre l'occupant et contre leurs seigneurs. Les soulèvements anti-mandchous sont soutenus par des personnalités ecclésiastiques tel le deuxième koutouktou d'Ourga (le Bogdo Gegen) dont le frère Rintchindordji est emmené à Pékin et exécuté pour avoir participé au soulèvement d'Amoursana. Devant le mécontentement croissant des Mongols aggravé par la rigueur de l'hiver 1755-1756, l'empereur Mandchou autorise le chef de l'Église et le touchétou à quitter Pékin et à regagner Ourga avec le corps de Rintchindordji.
Après l'annexion du khanat dzoungar par la Chine (1757), dans la partie de l'ancien khanat oïrat (province de Khovd actuelle) en Mongolie occidentale, est créé un territoire militaire autonome directement subordonné au représentant de l'empereur, ainsi qu'un secteur militaire à la frontière russe. La consolidation politique après la répression des soulèvements des Oïrats et les Khalkhas permet à la maison impériale Qing, sur les instances des commerçants chinois et des seigneurs mongols, d'autoriser une reprise modérée des relations commerciales entre la Chine et la Mongolie. Le nombre de commerçants chinois séjournant en Mongolie est cependant limité, comme la durée et le lieu du trafic, qui doit être effectué dans les villes autorisées. La vente d'objets en métal, à de rares exceptions près, est interdite. Il est rigoureusement interdit aux femmes chinoises de pénétrer en territoire mongol et de s'y marier.
Les Mandchous importent avec plus ou moins de succès en Mongolie la bureaucratie chinoise, qui leur permet un contrôle étendu de la population. Ce système a pour mérite d'interdire les querelles intestines des Mongols, ainsi que les razzias qu'ils lancent les uns contre les autres. Mais les petits éleveurs sont écrasés d'impôts et de corvées et les marchands chinois appauvrissent les Mongols par leurs transactions douteuses et leurs prêts à taux usuraires. À partir du XIXe siècle, l'installation de colons chinois a tendance à refouler les Mongols vers le nord.
L'Église lamaïste fait construire de nombreux monastères au début du XVIIIe siècle. Ces centres religieux sont entourés de grands domaines qui leur sont octroyés par l'administration mandchoue sur les terres laïques. L'enrichissement des lamaseries va de pair avec la montée en puissance du pouvoir de l'Église lamaïste qui a la confiance du pouvoir mandchou. La nouvelle coutume ecclésiastique exige que chaque famille mette un de ses enfants mâles au service de l'Église, dès l'âge de sept ou huit ans (au cours de la seconde moitié du siècle, un décret impérial rendra obligatoire le consentement du seigneur laïque). Les apprentis lamas (bandi) sont subordonnés au maître (bakchi). À l’âge de quinze ans, le bandi se prépare au degré suivant, le guetsoul, et devient moine à part entière. Les lamas passent six mois par an dans la yourte familiale pour prêcher parmi les arates, par la voie de la philosophie bouddhiste, une résignation absolue et une acceptation totale de l'ordre établi. Érudits, ils jouissent d'une grande estime. Au sommet de la hiérarchie, issus de l'aristocratie laïque, les koubilgans sont la réincarnation de personnages ecclésiastiques illustres ou de divinités.

### Organisation de la Mongolie sous la domination mandchoue

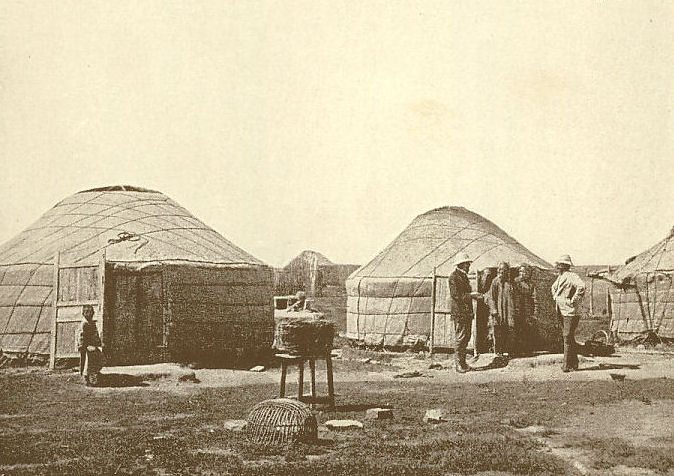
Yourte mongole au XIXe siècle.

Dès 1691, les Mandchous suppriment l'ancien système de dépendance féodale à l'intérieur de la classe dirigeante. Ils créent le régime des ligues et bannières, dans lequel tous les seigneurs mongols sont placés directement sous l'autorité de l'empereur. Une loi attache davantage les arates aux pâturages : les nobles de première classe peuvent posséder 60 familles d'arates (hamdchilga), tandis que ceux de rang inférieur doivent en posséder moins.
La conquête mandchoue met fin brusquement au commerce avec la Chine. Les peuples soumis sont isolés à l'intérieur même de l'Empire, et le commerce est interdit.
En 1789 et 1815, les Mandchous promulguent de nouveaux codes de lois en Mongolie. L'exécution des lois et le maintien de l'ordre intérieur des khanats mongols sont confiés au représentant suprême de l'empereur Qing, qui détient le pouvoir militaire, politique et administratif et siège à Ouliastaï. Il s'appuie sur des représentants militaires et civils (amban et hebeï-amban). L'administration mandchoue supprime le pouvoir des seigneurs mongols dans les aïmaks, mais maintient, en le limitant, le pouvoir de l'assemblée des supérieurs des ligues (mongol : aimag), divisées en bannière (mongol : khoshuu, parfois translittéré en hochún). Le président (darga) de l'assemblée assure la liaison avec l'administration mandchoue. Le pays est divisé en hochúns dont la superficie et l'administration sont déterminées par l'empereur mandchou, le premier des khans, et sont dirigés par des seigneurs mongols à titre héréditaire (djasaks). Les djasaks doivent assister à l'assemblée trisannuelle de l'aïmak pour recevoir les ordres de la dynastie mandchoue. Ils sont secondés par des toussoulaktchis spécialisés dans les questions militaires (djakhiragtchi), financières (meirène), de la chancellerie (bitchiguetchi), des courriers, etc. Les hochúns sont subdivisés en sumuns, unité militaires pouvant fournir au moins 150 soldats dirigées par un sumun dzangaï (juge) qui veille à ce que les dispositions de l'administration soient exécutées par les arates. Les sumuns sont divisés en bag et arban. L'unité minimale, l'arban, dirigée par un chef élu, le dorga, fournit dix soldats. Entre le sumun (mongol : sum, littéralement, flèche) et l'hochún, le dzalan est une unité judiciaire présidée par un dzalan dzangaï.
L'aristocratie reçoit des titres et des rangs mandchous. Les seigneurs qui ont perdu leurs anciens pouvoirs reçoivent le titre de taïdchi. Ceux qui ont par la suite d'un mariage, noué des liens familiaux avec la dynastie régnante, sont appelés tabunags ou efous. Les anciens khans conservent leur titre, mais leur pouvoir est limité.
Les arates, pâtres liés à la terre, sont divisés en trois groupes. Les albatous, le plus important, sont liés à la terre du djasak (maître) du hochún. Ils lui doivent un tribut en nature et des prestations, ainsi qu’un service militaire permanent et un service postal. Les hamdjilgas dépendent des taïdjis, seigneurs qui ne font pas partie de l'administration. Leurs maîtres en disposent comme ils veulent mais ils sont exempts des services postal, factionnaire ou militaire. Les chabinars (élèves) sont à l'origine cédés par les seigneurs laïques pour le travail des terres données aux couvents, mais à partir de 1764 ils sont liés aux terres des couvents et des notables ecclésiastiques. Leur nombre, de 30 000 en 1750, augmente jusqu'à atteindre 50 000 en 1810, 72 000 en 1862, 100 000 en 1911. Les chabinars sont exempts du service militaire, du service postal et de la faction. De 20 à 40 % de la population est aspirée dans le clergé bouddhiste. Cette situation restreint l'accroissement de la population (célibat) et freine le développement économique.
Dans la première moitié du XIXe siècle, confrontés à la misère, de nombreux arates quittent collectivement les hochúns les plus durs pour les territoires voisins. D'autres, surtout dans la région frontalière, désertent pour la Russie, malgré les accords russo-mandchous stipulant la remise des fuyards à leurs maîtres.

### L'économie et le commerce
En 1803, des marchands chinois[Lesquels ?] des villes d'Ourga et d'Ouliastaï sont expulsés sur ordre de l'empereur chinois mandchou, Qing Jiaqing. Passant outre aux mesures restrictives, ils dépassent la durée de séjour autorisée et établissent des dépôts et des boutiques. Cette activité illégale est souvent appuyée par des seigneurs mongols, voire mandchous, lésés par les mesures restrictives. Pendant la première partie du XIXe siècle, les aristocrates mandchous entrent en contact avec des entreprises commerciales et financières chinoises intéressées par un commerce intensif avec la Mongolie. Sous la pression des fonctionnaires, de la majorité des seigneurs mandchous et d'une partie de l'aristocratie mongole, le pouvoir impérial rejette les demandes visant à entraver le commerce. L'urbanisation se développe parallèlement et Ourga, Ouliastaï, Kiakhta et Kobdo deviennent de véritables villes commerçantes, attirant des marchands russes. La pratique de l'usure à taux prohibitif gagne du terrain, avec pour principales victimes les arates. De gigantesques firmes commerciales et des ligues de commerçants apparaissent et s'emparent de certains monopoles (transport, achat de matières premières, etc.) au détriment des seigneurs locaux.
À partir de la deuxième moitié du XIXe siècle, des formes spéciales d'exploitation des arates font leur apparition, aggravant encore leur misère. La coutume de la vente du droit de la perception des taxes aux firmes usurières chinoises par les djasaks ou les taïdjis se propage. L'appauvrissement progressif découlant des forts taux d'usure appliqués entraîne la stagnation des forces productrice puis le déclin de l'économie.
La levée des mesures prohibitives permet au capital chinois de prendre possession des terres mongoles. L'installation d'un office d'immigration favorise la colonisation. La misère et l'appropriation des meilleures terres forcent les arates à partir vers les pâturages les plus maigres, tandis que d'énormes fermes sont créées.
Avec la levée des dernières mesures restreignant le commerce, la Mongolie est envahie par les boutiques chinoises dépendant pour la plupart de capitaux occidentaux. Au début du XXe siècle, quelque 500 entreprises commerciales et usurières fonctionnent en Mongolie, dont 160 à Ourga seulement. Les produits occidentaux arrivent pour la première fois sur le marché mongol.

### La modernisation de la Mongolie-Extérieure
Des consulats russes sont ouverts à Ouliastaï en 1905 et à Kobdo en 1911. Ils sont destinés à faciliter la pénétration économique et commerciale russe à la suite de la défaite contre le Japon. Les exportations russes, limitées par les restrictions commerciales mandchoues, restent déficitaire par rapport aux importations (crin de cheval, bétail).
En 1902, le prince Gungsangnorbu (en) établit la « première école moderne de Mongolie, à l'exception possible de la Buriatie », en Sibérie. En 1903, il visite le Japon avec un groupe de nobles mandchous, et très impressionné par les réformes de l'Ère Meiji, il crée une école militaire et une école des filles à son retour en Mongolie, avec les enseignants japonais.
Après 1911, les Russes soutiennent également l'éducation et l'édition ; une école militaire est établie près d'Ourga, puis en 1912 la première école laïque secondaire est ouverte à Ourga malgré la protestation des seigneurs ecclésiastiques. Elle reçoit 47 élèves la première année. Les professeurs sont principalement des Bouriates russifiés et de nombreux étudiants sont roturiers. En 1913, dix diplômés sont envoyés poursuivre leurs études en Bouriatie. Le premier magazine et le premier journal mongol sont édités par le Bouriate Jamtsarano à Ourga et financés avec des fonds russes alloués par le diplomate Ivan Yakovievich Korostovetz (ru) : « Le nouveau miroir » (Šine toli) en mars 1913 et les Nouvelles de la Capitale (Niysleliyn khureeniy sonin bichig) en 1915.

### Culture populaire mongole sous la domination mandchoue

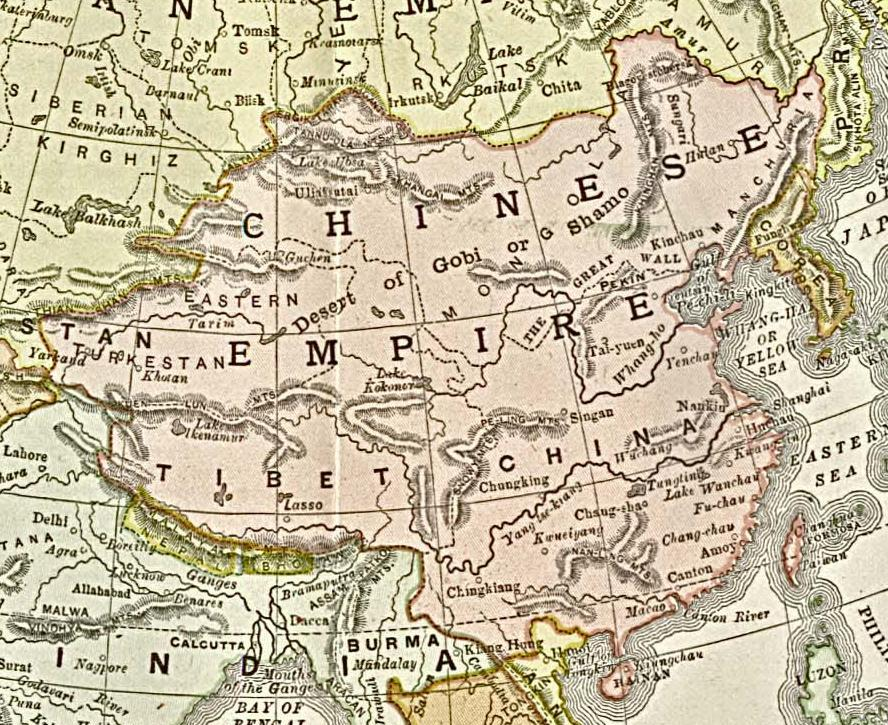
La chine des Qing en 1892.

La traduction d'ouvrage tibétains se poursuit du XVIe au XIXe siècle. Le canon tibétain (Kandjour) et les commentaires de celui-ci (Tandjour), représentent près de trois cents volumes. Ils comprennent une partie considérable des anciennes connaissances scientifiques de l'Inde, les ouvrages de linguistes, médecins et philosophe indiens, les poèmes de Kâlidâsa. Des contes indiens, le Pañchatantra et le Vetalapantchavimchatika, s'enrichissent d'éléments locaux.
Vers le milieu du XIXe siècle, la poésie populaire exprime la lutte pour l'indépendance et la liberté. Dans les chansons de gestes, les démons cèdent la place aux khans féodaux et à des fonctionnaires ennemis du héros, invariablement vaincus, ou les personnifient. Les contes populaires comme « La Belle-Fille Maligne », « Le Petit Garçon Pauvre », « Le Petit Garçon de Huit Ans », dont les héros humilient et chassent la classe dirigeante, témoignent des sentiments antiféodaux et antimandchous. Les histoires de Badartchines (moine mendiant) ou de Balansengué expriment des sentiments antilamaïstes. L'un des plus éminents conteurs de l'époque est Sandag, auteur de poésies allégoriques. Guélegbalsane devient maître dans l'art des chants demandant une bénédiction, dans lesquels il décrit la misère de ceux qui implorent.

### Une lignée detulkou

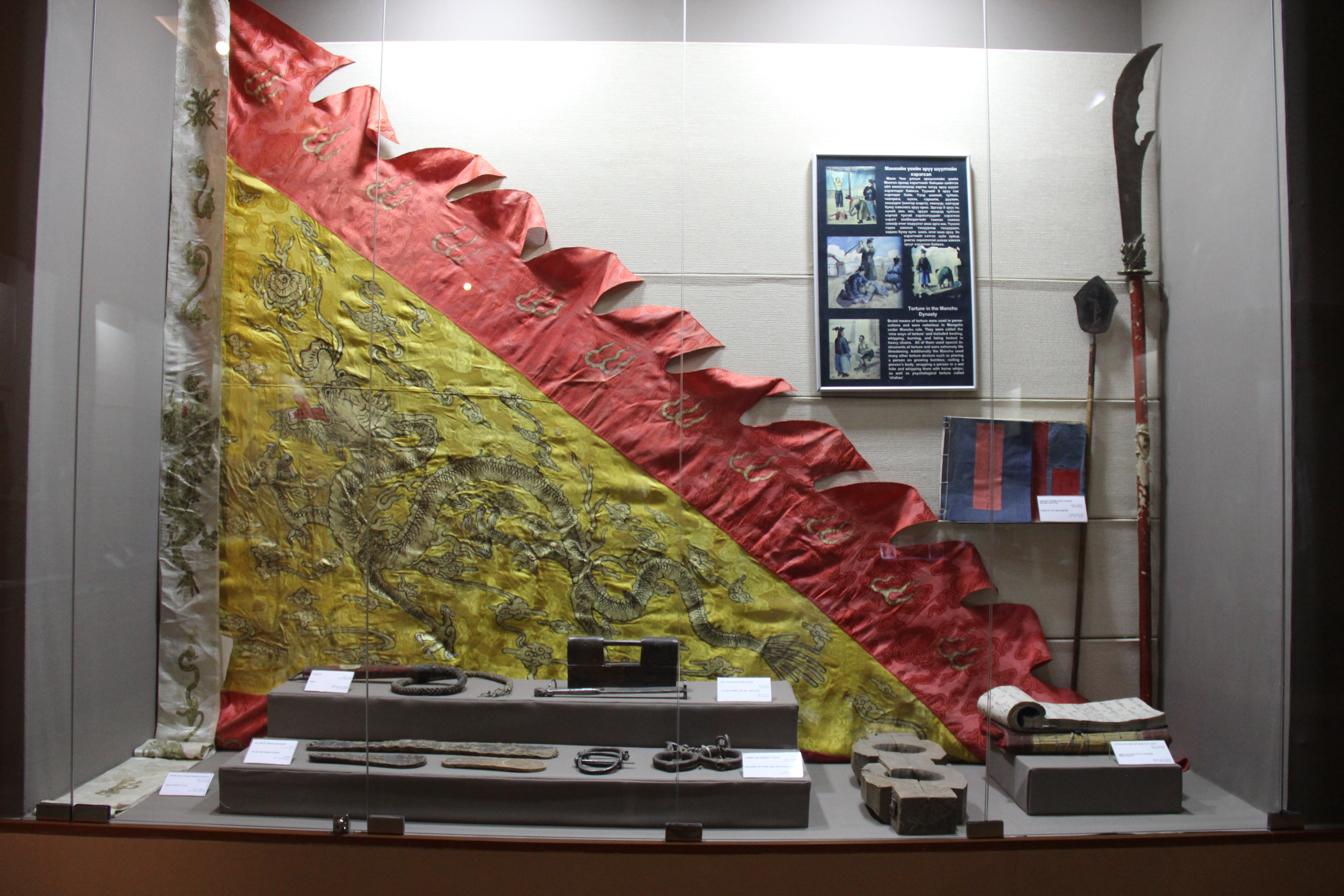
Drapeau de la dynastie Qing, musée national de Mongolie.

Alors que l'avancée des Mandchous est en cours, Gombodorj (1594-1655), un petit-fils d'Abadai Khan, découvre en son fils âgé de trois ans (né en 1635) une incarnation sacrée. Peu importe de quelle divinité bouddhique cet enfant est l'incarnation ! Il peut être un facteur d'unité entre les Mongols et constituer un frein à la « tibétisation » de la société mongole. L'idée de Gombodorj n'a pas de conséquence politique, mais aboutit à la création d'une lignée sainte semblable à celle des dalaï-lamas : l'enfant, qui s'appelle Zanabazar (déformation mongole d'un mot sanskrit, Jñanavajra, « Vajra de Connaissance »), va désormais se réincarner après chaque décès. Ces incarnations sont connues sous le nom de Jebtsundamba-khutukhtu.
Zanabazar se rend au Tibet à l'âge de quatorze ans, entre 1649 et 1651, et reçoit une éducation tibéto-mongole. Il est nommé par le dalaï-lama sous le titre de Bogdo Gegen (« pontife éclairé », l'un des trois titres importants pour les bouddhistes mongols avec celui de dalaï-lama, et de panchen-lama). Il devient un personnage extrêmement brillant : sculpteur, peintre, architecte et traducteur. Il invente même une écriture phonétique du mongol, du tibétain et du sanskrit. À l'âge de 17 ans (ou seulement de 13 ans, d'après certaines sources), il fonde le monastère de Da Khüriye, qui devient à partir de 1778 et après plusieurs déplacements le noyau de la future Urga (Oulan-Bator). Il meurt en 1723, peu après un séjour de dix ans en Chine.
La force de sa personnalité contribue sûrement au prestige des autres Jebtsundamba khutukhtu. Que ces « bouddhas vivants » n'aient pas été des modèles de vertu (deux sont morts de la syphilis !) n'y a rien changé. À la mort du second d'entre eux, les Qing décrètent qu'ils naîtraient au Tibet, si bien qu'ils sont désormais d'origine tibétaine, mais cela ne change rien non plus à la vénération que leur vouent les Mongols.
Aussi, quand la Mongolie déclare son indépendance en 1911, elle se considère comme une monarchie dirigée par le huitième Jebtsundamba khutukhtu, qui porte le titre de Bogdo Gegen.

## Mouvement pour l'indépendance (1890-1910)

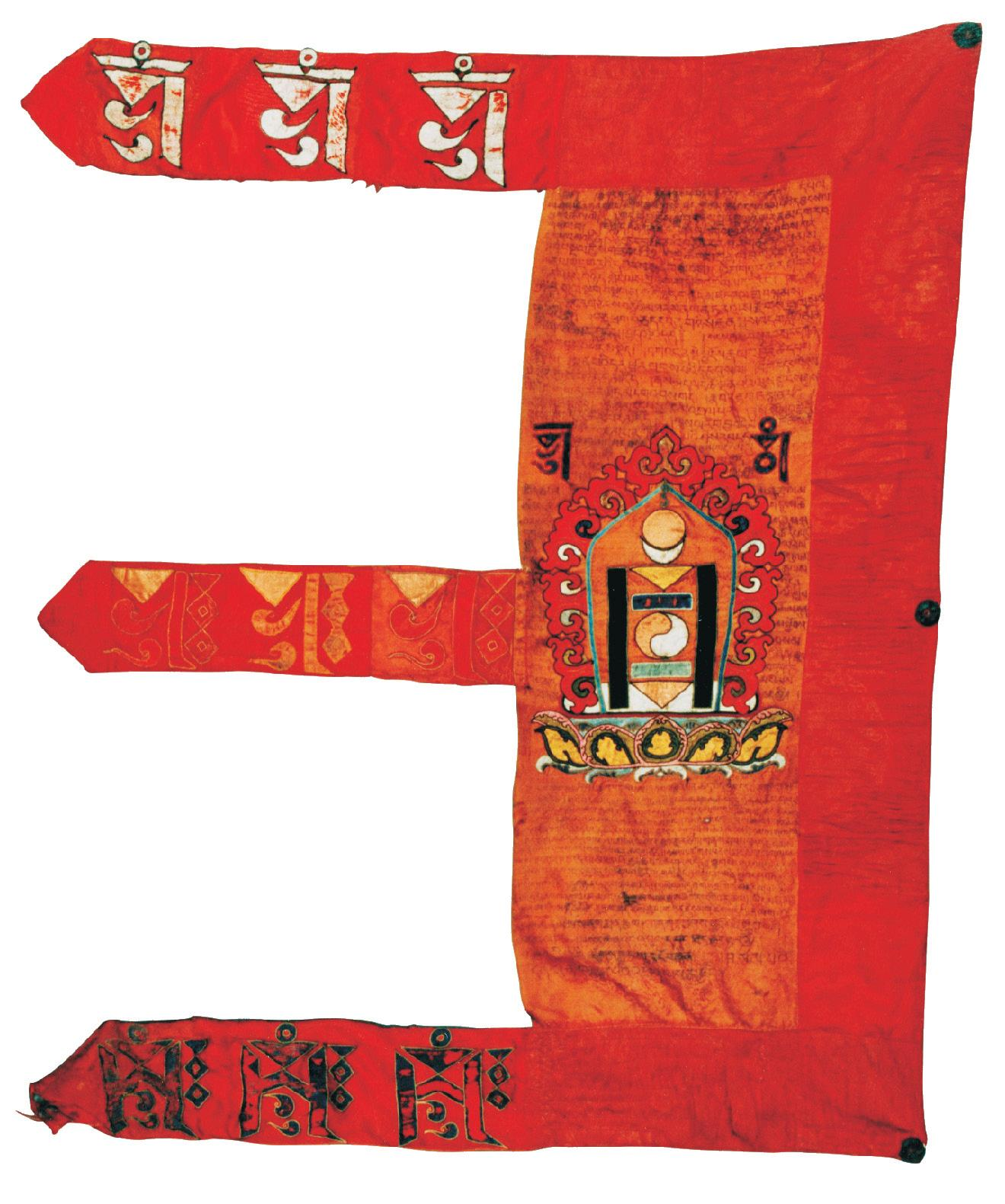
Ce drapeau a été utilisé dans le Tsetsen khan aimag par des gardes-frontières et une version plus petite du drapeau de l'État mongol.

En 1890, à Kobdo, un aventurier du nom de Dambijantsan (Ja Lama) se fait passer pour la réincarnation d'Amoursana, le héros oïrat vaincu en 1756 et acquiert une grande popularité parmi les arates. Se sentant appuyé par la majorité des djasaks, il oblige le gouverneur mandchou à quitter l'assemblée de l'aïmak.
À la fin du XIXe siècle, le mouvement pour l'indépendance devient puissant parmi la classe seigneuriale et ecclésiastique comme parmi les arates. Les désertions reprennent. Les arates fuient les grands domaines sino-mandchous pour se réunir sur les terres des seigneurs favorables à l'indépendance qui les protègent de l'administration mandchoue. Le plus connu de ces seigneurs, Delguernamdjil, est privé de son office de djasak. La lutte prend aussi des formes plus violentes. Des dépôts et les comptoirs de firmes chinoises, des pâturages appartenant aux entreprises sino-mandchoues et aux seigneurs mongols alliés à elles sont incendiés.
En 1892, le rapport d'un toussalaktchi d'un des hochúns de l'aïmak khanal touchétou révèle non seulement que les arates ne peuvent plus payer les taxes et fournir les prestations obligatoires mais encore qu'ils peinent à subvenir à leur nourriture. Nombreux meurent d'inanition, d'autres désertent le territoire du hochún. Le djasak du hochún, Tserendondub et le toussalaktchi lui-même s'adressent à l'assemblée de l'aïmak, demandant l'annulation, sinon de la totalité, du moins d'une partie des prestations et des taxes imposées aux arates. L'assemblée de l'aïmak refuse leur demande, les autres hochúns souffrant des mêmes circonstances économiques catastrophiques.
En 1899, les seigneurs ecclésiastiques et laïques, sous la pression des arates et des lamas de rang inférieur, envoient une pétition impérative à la cour impériale mandchoue, exigeant la limitation du pouvoir et de l'activité des firmes sino-mandchoues, la suspension du despotisme des fonctionnaires mandchous et la démission immédiate du gouverneur d'Ouliastaï et de ses officiers, et menaçant de prendre les armes. La maison impériale se charge de mater le mouvement par la force et fait comparaître les signataires devant le tribunal. L'année suivante, pendant la révolte des Boxers, la dynastie mandchoue décrète un recrutement militaire en Mongolie qui doit rassembler 25 000 hommes. Le recrutement est saboté par les arates comme par les djasaks des hochúns. Deux mille soldats sont à peine réunis. Peu après avoir été mis à la disposition du gouverneur d'Ouliastaï, ils se soulèvent, conduits par un arate du nom d'Enhtaïvan. Ils assiègent le palais du gouverneur, démolissent le camp militaire mandchou, et rentrent finalement chez eux après avoir incendié les dépôts et les établissements des grandes firmes.
Pendant ces événements, un soulèvement se déclenche dans l'aïmak tsétsène puis se répand dans les régions orientales. Des entrepôts et des comptoirs chinois sont détruits, les reconnaissances de dettes sont brûlées.
En 1903, plusieurs révoltes échouent dans l'aïmak khanal djachaktou, organisées par Aiouchi, le dirigeant d'une unité administrative mineure. Les insurgés présentent une pétition au président de l'assemblée de l'aïmak et au djasak du hochún. Ils exigent une diminution des impôts et des prestations, l'amélioration des conditions de vie des arates, la mise sur pied d’organes représentatifs des arates. Aiouchi et ses partisans sont arrêtés, torturés et jetés en prison. Quelques mois plus tard, le djasak Manibadzar, devant les mouvements des arates solidaires, les libère.
À partir de 1905, sous l'influence des révolutionnaires communistes russes, le mouvement dougouylang se propage dans les khanats khalkhas. Les cercles révolutionnaires populaires, dans la limite de leurs cadres, réalisent l'autonomie et l'égalité totale et défendent leurs intérêts vis-à-vis des seigneurs locaux. Leurs membres s'arment pour se préparer à la guerre, qui semble inévitable. Encouragés par ces cercles, les arates de plus en plus nombreux désertent les exploitations de leurs seigneurs et les entreprises sino-mandchoues.
En 1906, la révolte reprend dans la majorité des sumuns de l'aïmak khanal djachaktou alors que le chef de file Aiouchi est en prison à Ourga.
Une révolte éclate dans l'aïmak khanal tsétsène en 1910. Les entrepôts et les boutiques des marchands chinois sont incendiés, et nombre de propriétaires tués. Des troupes mandchoues envoyées pour la combattre obligent Toktokho, le chef de la révolte, à se réfugier au-delà du Baïkal mais les unités partisanes effectuent des raids périodiques contre l'aïmak.
Des troubles éclatent à Ourga en mars 1910. Les arates et les lamas de rang inférieur réclament la libération d'Aiouchi. Les révoltés reçoivent l'armée envoyée contre eux avec des pierres et des bâtons et manquent de tuer l'amban même qui cherchait à les apaiser.

## De l'autonomie à la révolution communiste (1911-1923)

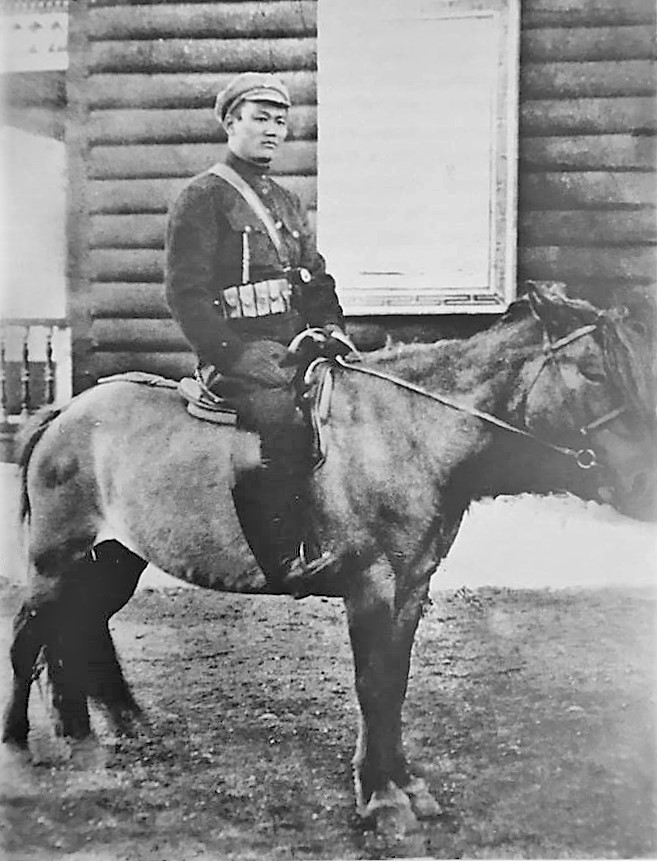
Sukhbaatar vers 1920-1922.

Au début de l'année 1911, une réunion secrète en présence du Bogdo Gegen décide de la sécession avec l'empire Qing et le rapprochement avec la Russie impériale. À la faveur de la révolution chinoise de 1911, la Mongolie déclare finalement son indépendance le 1er décembre ; les gouverneurs mandchous d'Ourga sont sommés de quitter le pays. Le huitième Bogdo Gegen devient souverain du khanat de Mongolie, avec le titre de Bogdo Khan.
En 1912, les gouvernements russe et mongol signent un accord.
Durant l'été 1913, la république de Chine réunit des forces importantes dans le Xinjiang, mais des pourparlers avec la Russie aboutissent finalement à un accord : la Chine reconnaît l'autonomie de la Mongolie, qui reste cependant théoriquement placée sous sa suzeraineté ; dans les faits, cependant, la Mongolie est devenue un protectorat de la Russie.
Un parlement bicaméral, issu à la fois du traditionnel Qurultay mongol et du modèle parlementaire britannique se réunit à Ourga en 1914, et un code juridique est promulgué peu après. Les droits des deux chambres, convoquées par le Bogdo Gegen, se limitent aux délibérations.
La révolution russe prive cependant la Mongolie de son protecteur : en novembre 1919, les troupes chinoises pénètrent en Mongolie et s'installent à Ourga, occupant le pays. Le Bogdo Khan est placé en résidence surveillée. La situation entraîne la création de deux mouvements indépendantistes, l'un par Damdin Sükhbaatar (1893-1923), typographe de 26 ans, et l'autre par Tchoïbalsan (1895-1952), télégraphiste de 23 ans : Sukhbaatar a joué un rôle dans le régime du Bogdo Khan, comme membre de l'Assemblée ; Tchoïbalsan a été admis au cours de langue russe du ministère mongol des Affaires étrangères.
En 1920, ces deux mouvements fusionnent et se rapprochent de la Russie soviétique. Alors que Sukhbaatar et Tchoïbalsan s'installent à Irkoutsk, les Armées blanches sont chassés de Russie par l'Armée rouge. Désireux de s'installer en Mongolie, les Japonais recrutent parmi eux un ex-officier balte, le baron Roman von Ungern-Sternberg. Avec leur soutien logistique et une troupe de 800 Cosaques, il s'empare d'Ourga le 4 février 1921 en chassant la garnison chinoise. Celle-ci se réfugie à Kiakhta, à la frontière russe. Sous prétexte de châtier les Mongols communistes, Ungern se livre aux pires atrocités, ce qui lui vaut le surnom de « baron fou ». Cependant, il remet le Bogdo Khan sur le trône.
Au début de l'année 1921, le mouvement de Sukhbaatar et Tchoïbalsan prend le nom de « Parti populaire mongol », devenant ensuite le « Parti révolutionnaire du peuple mongol », tient en Sibérie son premier congrès et institue un gouvernement populaire provisoire, avec Sukhbaatar comme ministre de la Guerre. Les communistes mongols chassent les Chinois de Kiakhta, puis prennent Ourga avec l'aide d'auxiliaires soviétiques. Ungern-Sternberg est battu et livré aux Soviétiques, qui le fusillent. 
Le gouvernement des communistes contrôle maintenant tout le pays ; le Bogdo Khan conserve le titre de souverain de la Mongolie, mais perd tout pouvoir temporel. Des réformes sociales telles que la fondation de la Bibliothèque nationale de Mongolie sont entreprises. Ce n'est par contre qu'après la mort du pontife, le 20 mai 1924, qu'un vrai régime communiste est mis en place. Sukhbaatar (« héros à la hache ») étant décédé un an plus tôt, Urga est rebaptisée en son souvenir Ulaan Baatar (« héros rouge »). Les dirigeants de la nouvelle république s'alignent sur l'Union soviétique.

## Le régime communiste (1924-1990)

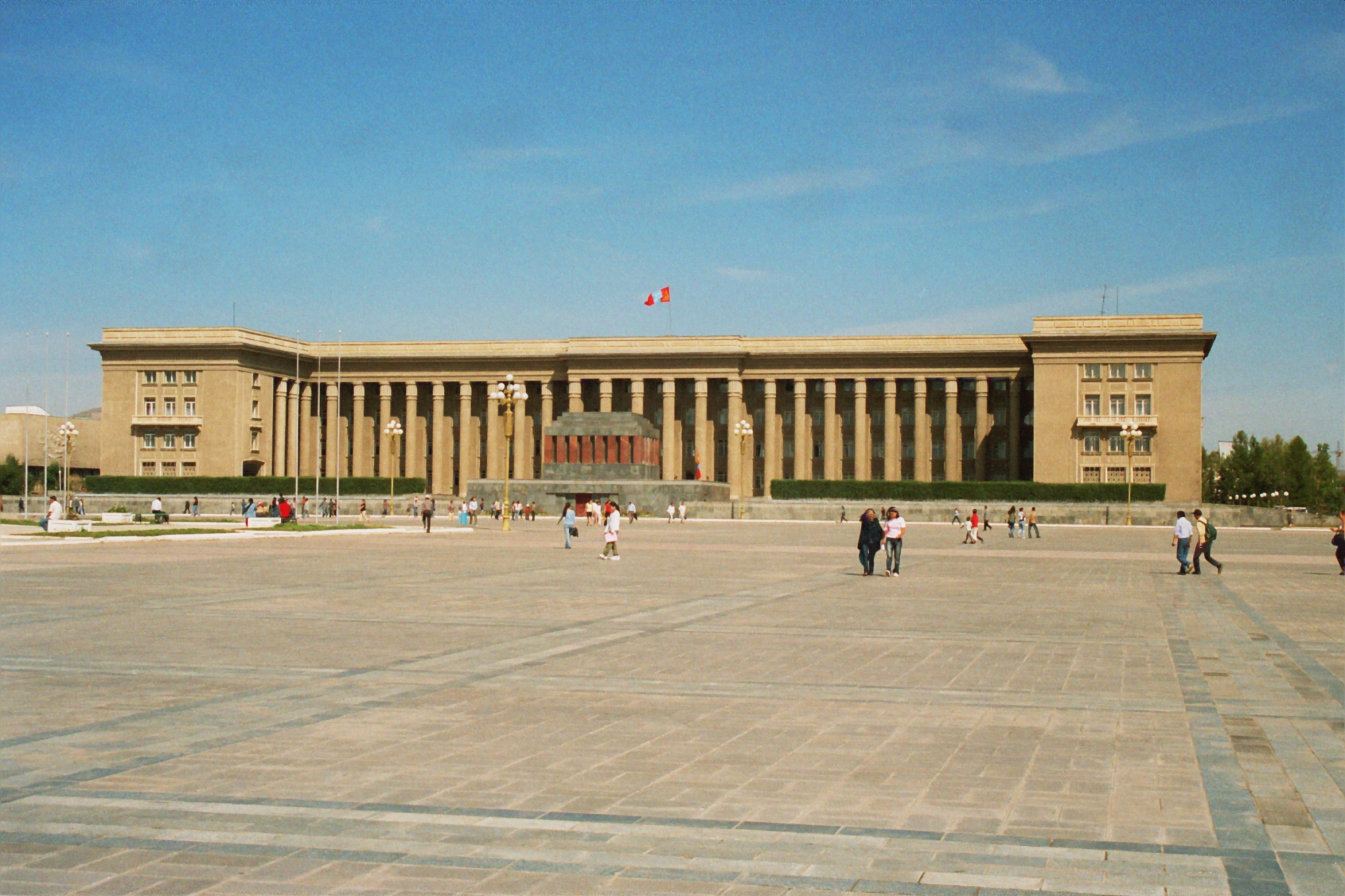
Mausolée de Sükhbaatar

Drapeau de la République populaire, 1949-1990

Le 24 janvier 1929, le maréchal Tchoïbalsan devient président de la Mongolie, qu'il gouverne ensuite comme Premier ministre jusqu'à sa mort en 1952. Sous son règne de nombreuses purges eurent lieu.
En 1932, la collectivisation forcée des terres et des troupeaux, l'interdiction du bouddhisme tibétain (lamaïsme), entraînent une insurrection générale réprimée par l'Armée populaire.
En 1939-1940, la Mongolie est l'enjeu de la guerre soviéto-japonaise. Les Japonais, basés en Mandchourie et s'appuyant sur des groupes d'exilés mongols, tentent de renverser le régime communiste. L'armée soviétique intervient aussitôt pour le soutenir : elle y gagne une précieuse expérience de la guerre de mouvement et notamment des blindés. En l'absence de soutien de l'Allemagne, qui, au contraire, signe le Pacte germano-soviétique, le Japon abandonne le combat et signe un traité de non-agression avec l'URSS en avril 1941. La neutralité japonaise contribuera à sauver l'URSS du désastre lors de l'invasion allemande, quelques mois plus tard.
Le 5 janvier 1951, le gouvernement chinois reconnaît la Mongolie. Le commerce et les relations sont rétablis entre les deux nations. La rupture sino-soviétique de la fin des années 1950 y met un terme.
À la mort de Tchoïbalsan en 1952, le Secrétaire général du Parti révolutionnaire du peuple mongol Yumjagiyn Tsedenbal dirige le pays.
L'URSS soutient la candidature de la Mongolie à l'ONU en 1961. Un traité frontalier est signé avec la Chine en 1962. Des traités d'amitié et d'assistance sont signés en 1966 avec l'URSS, renouvelés en 1986.
La Mongolie connaît après la Seconde Guerre mondiale une modernisation économique accélérée. L'industrie représentait 7% du produit matériel net (PMN) de la Mongolie en 1950, mais 35% du total en 1985, et le commerce est passé de 10% en 1950 à 26% en 1985. L'agriculture, y compris le pastoralisme, qui représentait 68% du PNM en 1950, n'en représentait plus que 20% en 1985. En 1960, 61% des personnes employées travaillaient dans le secteur agricole, mais en 1985, seuls 33% gagnaient leur vie dans ce secteur. Les chiffres du PIB de la Mongolie montrent une croissance record tout au long des années 1980. En 1988 encore, la croissance annuelle du PIB était de 5,1 %.
Le 8 août 1984, Yumjagiyn Tsedenbal doit démissionner pour cause d'autoritarisme. Son successeur Jambyn Batmönkh le rend responsable de la « stagnation » du pays. Il raffermit les liens déjà étroits avec l'URSS.
À la fin de l'année 1989, des meeting populaires demandent la fin du règne du parti unique. De nouveaux partis, démocrate, social-démocrate et nationalistes se créent et exigent des réformes. Ce sont les prémices de la révolution démocratique.
Au sein du parti communiste, la crise économique contraint Jambyn Batmönkh à la démission le 21 mars 1990. La référence au rôle dirigeant du parti est supprimée de la Constitution (mars 1990). Les premières élections multipartites ont lieu en juillet. Les communistes se maintiennent au pouvoir. Punsalmaagiyn Ochirbat, ancien ministre du Commerce extérieur, leur candidat à la présidence, triomphe aisément. Il inaugure une période de libéralisation politique et économique.

## La Mongolie depuis le début des années 1990

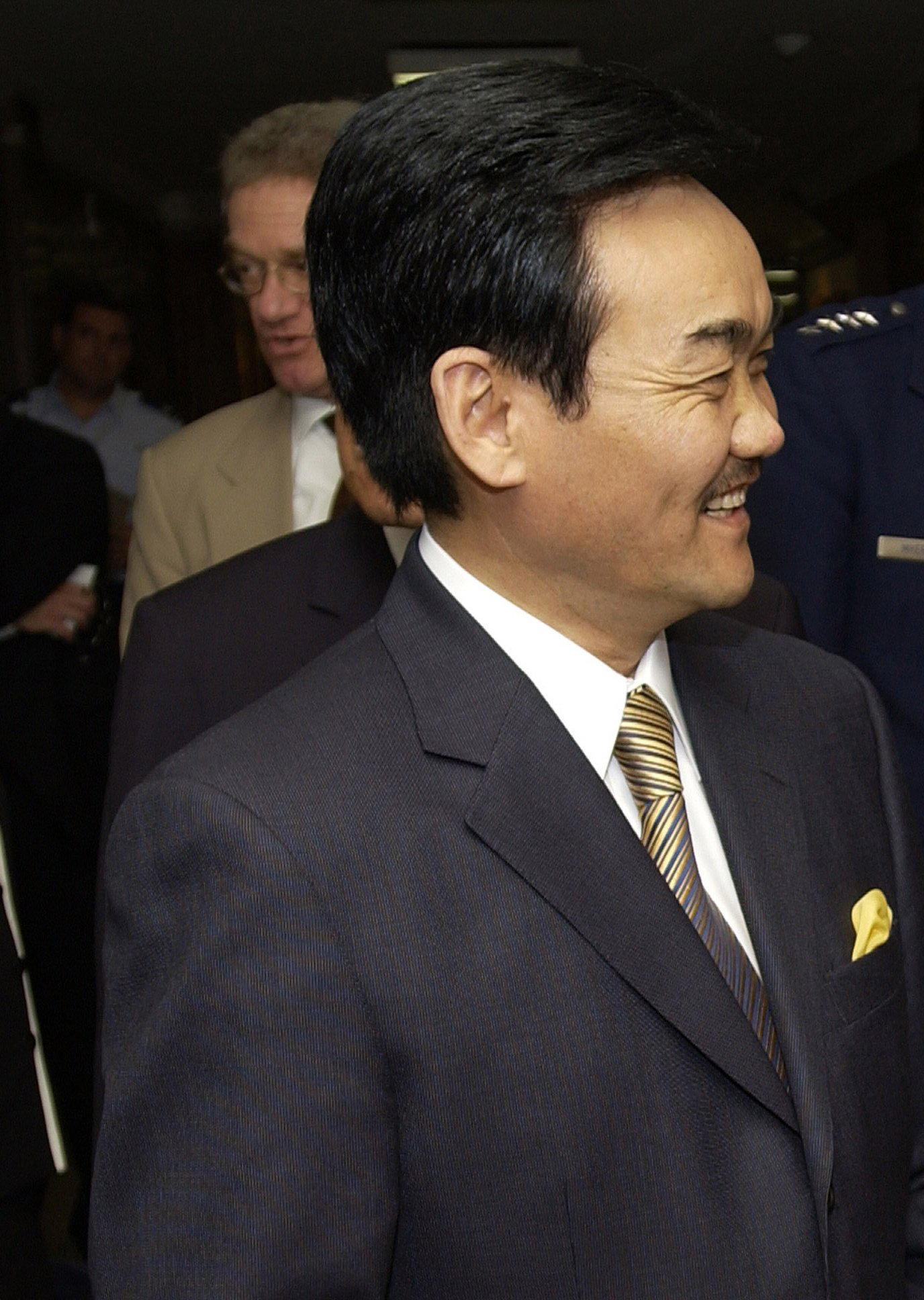
Natsagiyn Bagabandi, le 15 juillet 2004 au Pentagone.

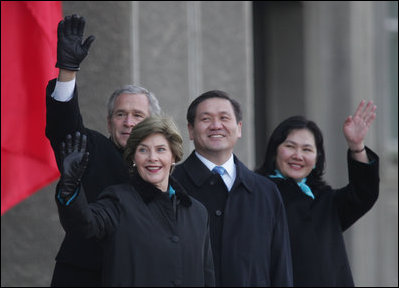
George W. Bush, Laura Bush en compagnie de Nambaryn Enkhbayar et son épouse Onongiin Tsolmon, le 21 novembre 2005 à Oulan-Bator en Mongolie

Une nouvelle constitution, respectant les principes de démocratie, d'économie mixte, de liberté d'opinion et de neutralité en politique étrangère est adoptée en janvier 1992. Le nom de république populaire et l'étoile rouge du drapeau sont abandonnés.
Le Parti révolutionnaire du peuple mongol (PPRM) reconstitué remporte les élections législatives au mois de juin 1992. Le Grand Khural est aboli et un nouveau Grand Khural unicaméral devient le Corps législatif du pays.
Les dernières troupes de l'ancienne Union soviétique (environ 65 000 soldats) quittent la Mongolie à la fin de l'année 1992.
En juin 1993, ont lieu les premières élections présidentielle directe en Mongolie. Le PPRM est battu. Il avait proposé comme candidat un idéologue communiste contre le sortant Punsalmaagiyn Ochirbat, appuyé par l'opposition démocratique. Les tensions politiques empêchent le gouvernement de prendre des mesures contre la crise économique. Des doutes sérieux sur la conversion des communistes se font jour lorsque le parti, réhabilite Tsedenbal, le « Brejnev mongol », à titre posthume et développe une nouvelle idéologie nationale fondée sur le maintien d'un important secteur étatique et sur la multiplication des entraves à l'essor des entreprises privées.
L'Alliance démocratique remporte une faible majorité aux élections de 1996, mettant fin à 75 ans de gouvernement communiste ininterrompu. Le 20 juin 1997, Natsagiyn Bagabandi est élu à la présidence au nom du PRPM. Réélu en 2001, il ne se présente pas aux élections de 2005 où Nambaryn Enkhbayar est élu.
Depuis 2012 le Parti démocrate, issu de la fusion entre le l'Union démocratique mongole et des activistes pro-démocratie, sont au pouvoir à la présidence avec Tsakhiagiyn Elbegdorj, ainsi qu'au parlement et au gouvernement.

## Galerie politique récente
Président de l'État de Mongolie :

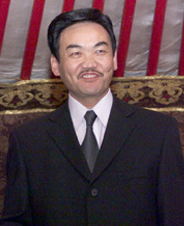
Natsagiyn Bagabandi 1997-2005
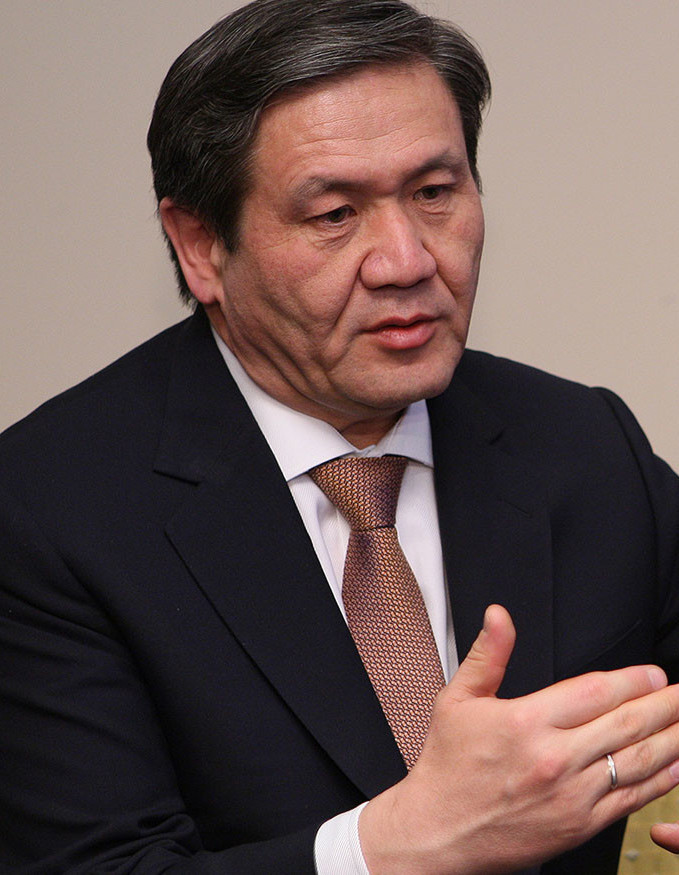
Nambaryn Enkhbayar 2005-2009
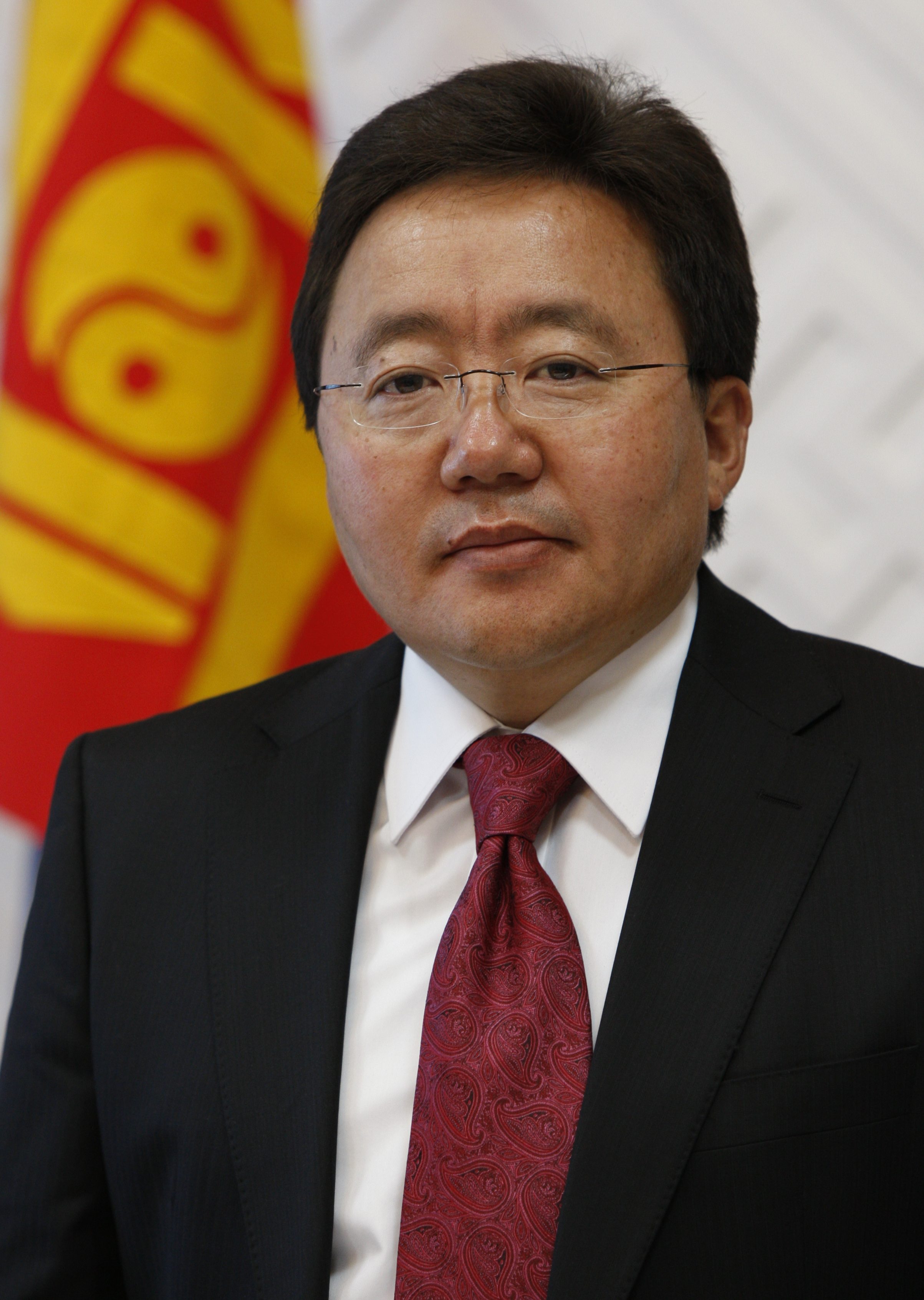
Tsakhiagiyn Elbegdorj 2009-2017
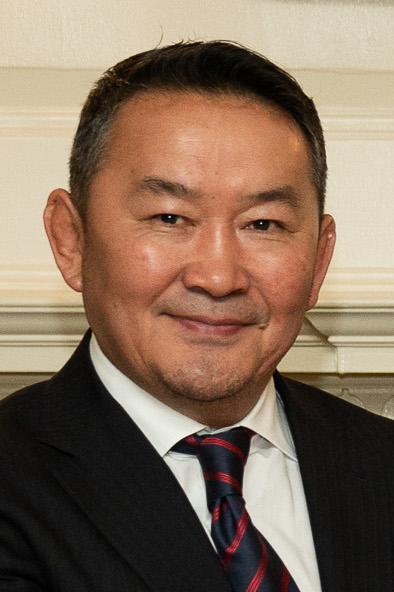
Khaltmaagiyn Battulga 2017-2021
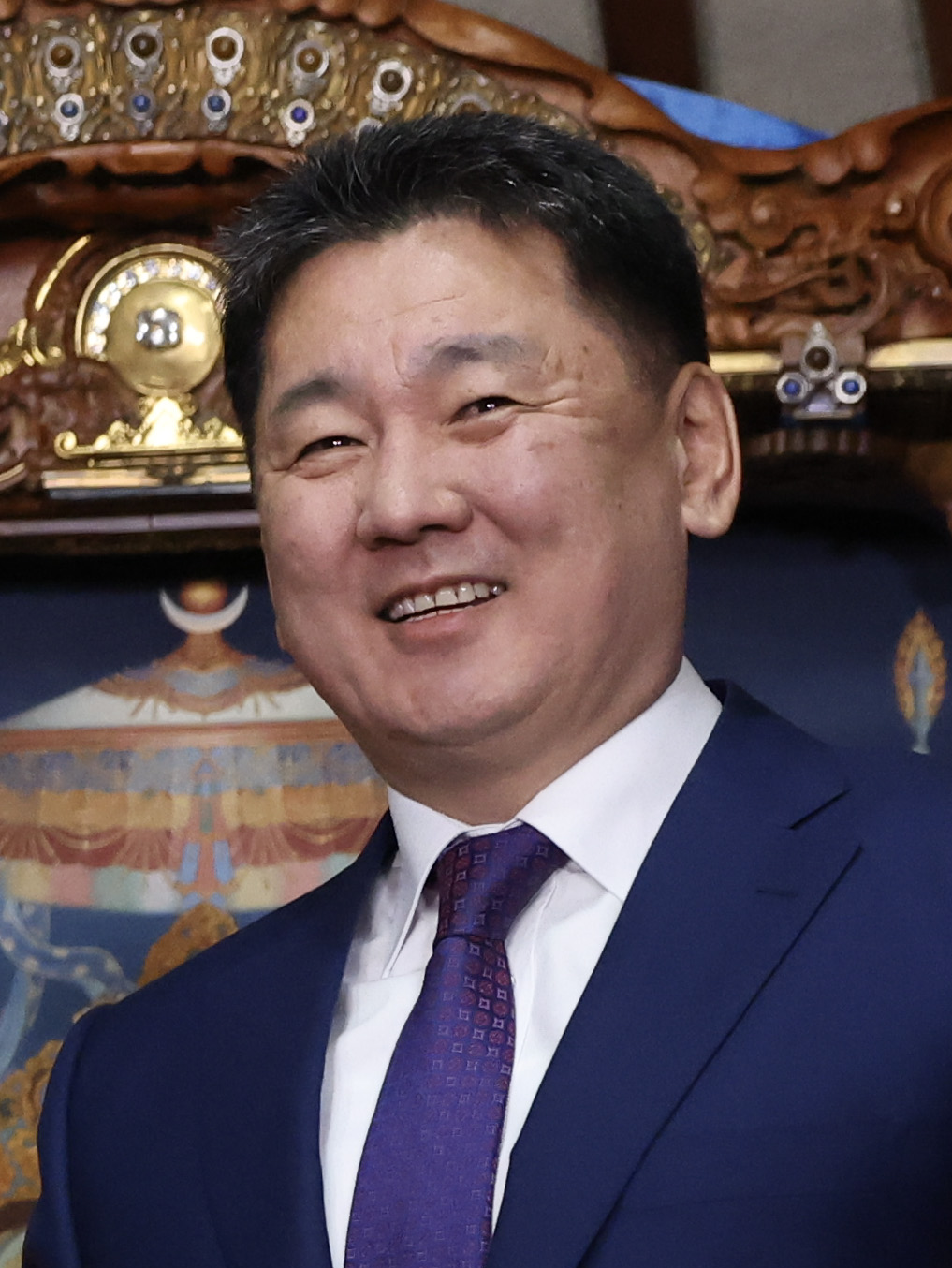
Ukhnaagiin Khürelsükh 2021-présent

Premier ministre de Mongolie :

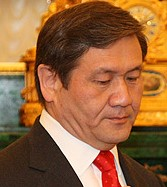
Nambaryn Enkhbayar 2000-2004
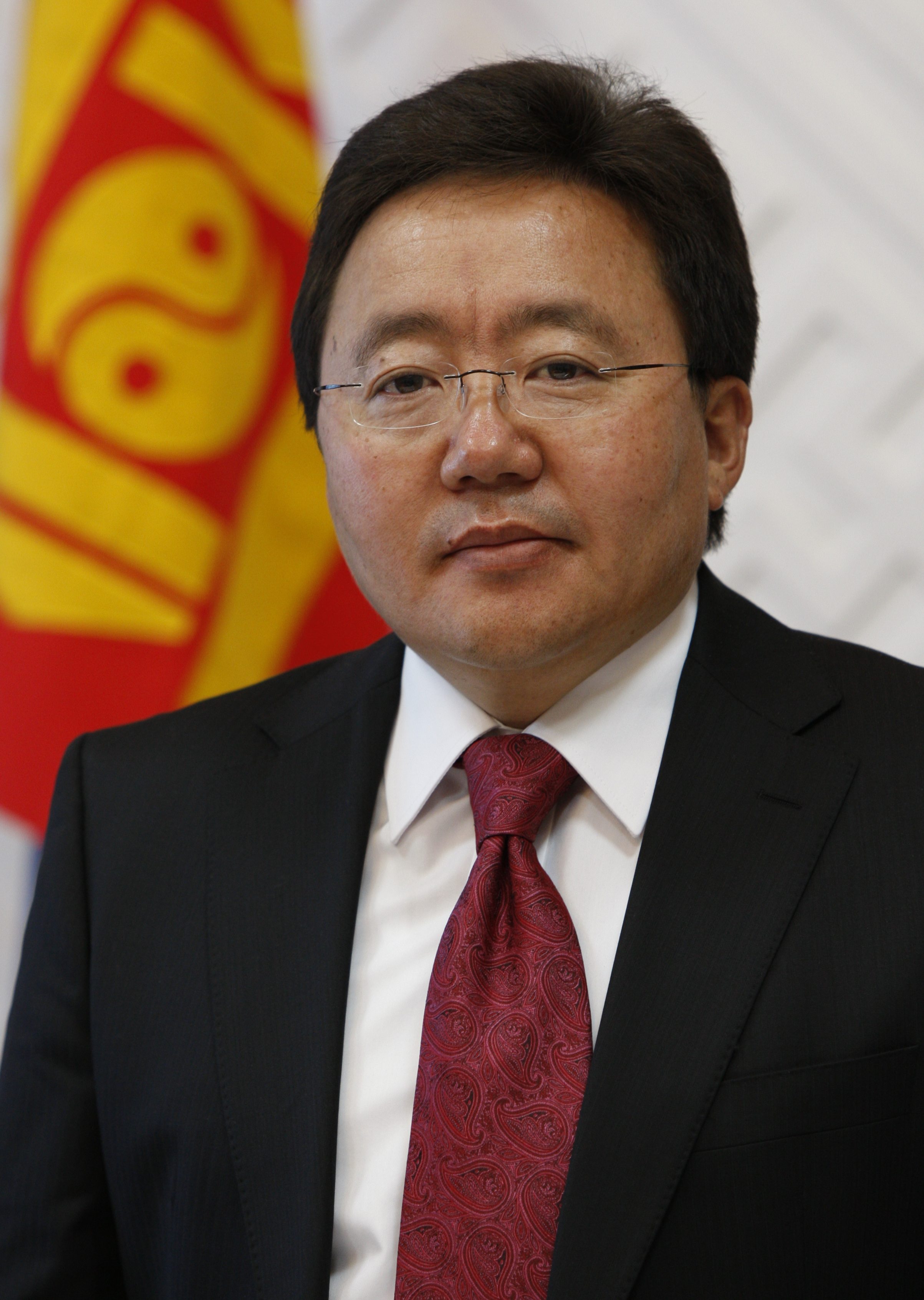
Tsakhiagiyn Elbegdorj 2004-2006
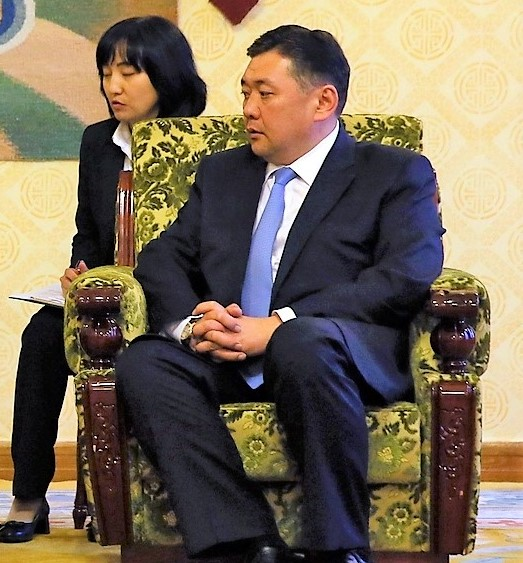
Miyeegombyn Enkhbold 2006-2007
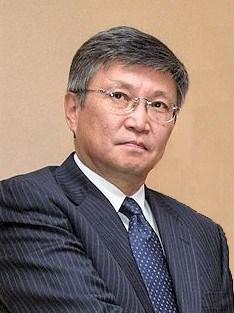
Sanjaagiin Bayar 2007-2009
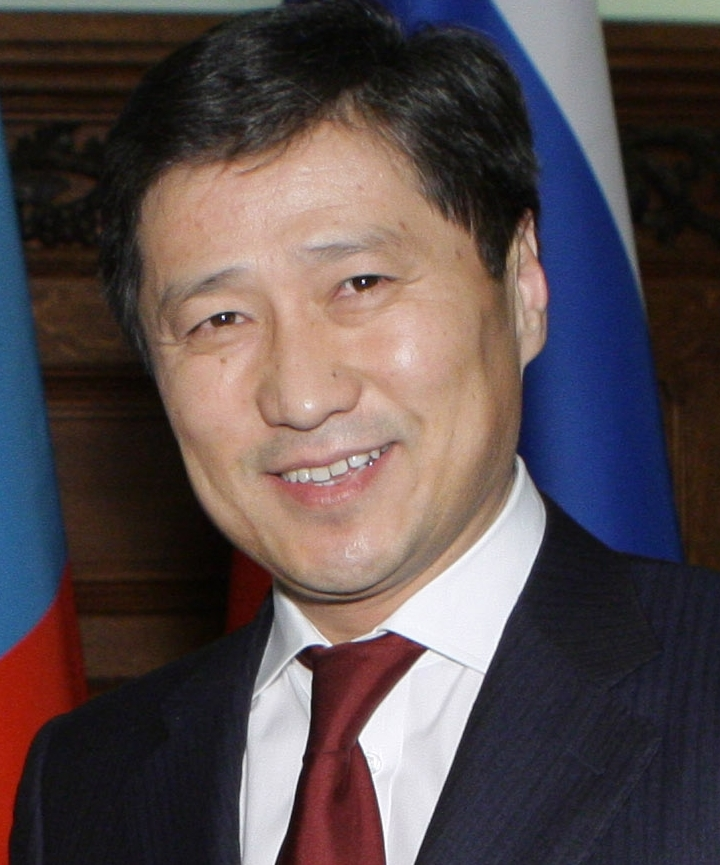
Sükhbaataryn Batbold 2009-2012
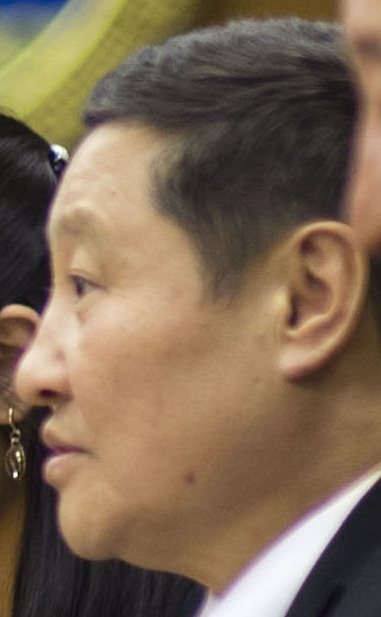
Norovyn Altankhuyag 2012-2014
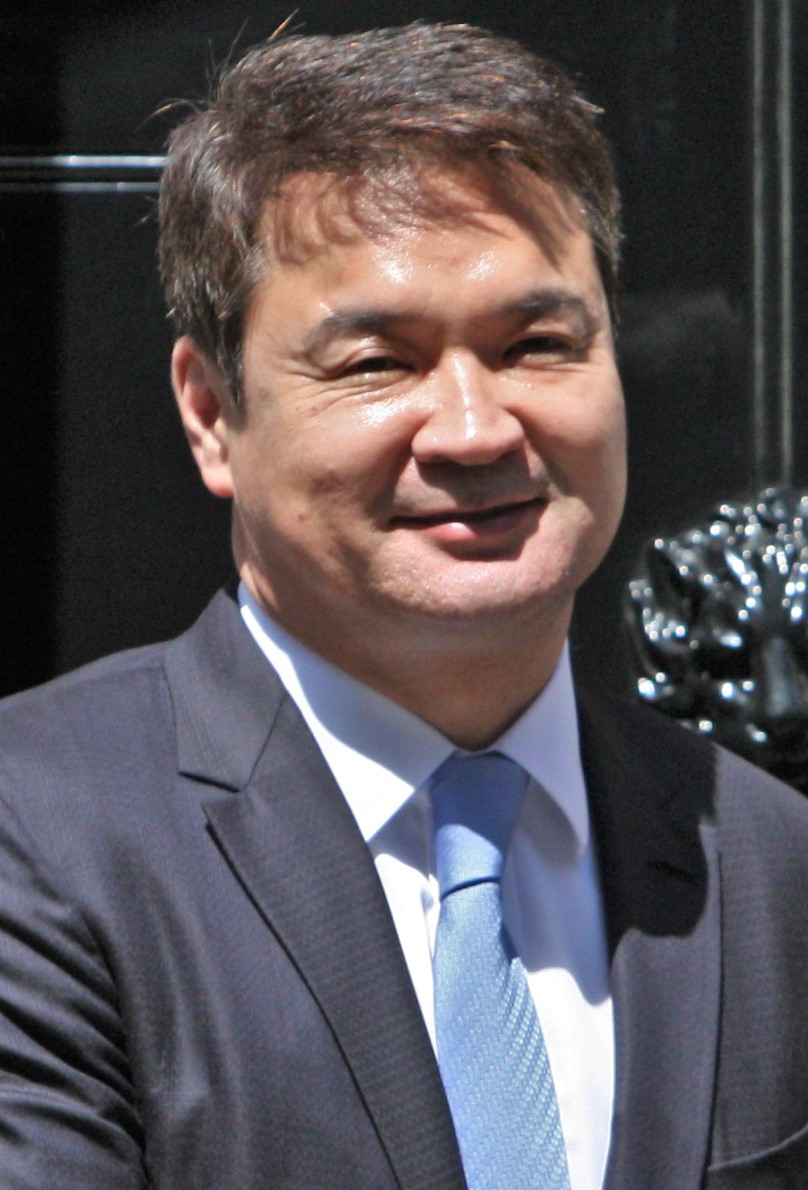
Chimed Saikhanbileg 2014-2016
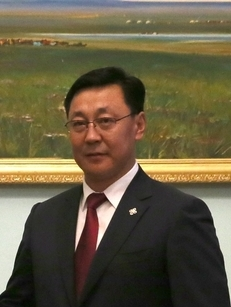
Jargaltulga Erdenebat 2016-2017
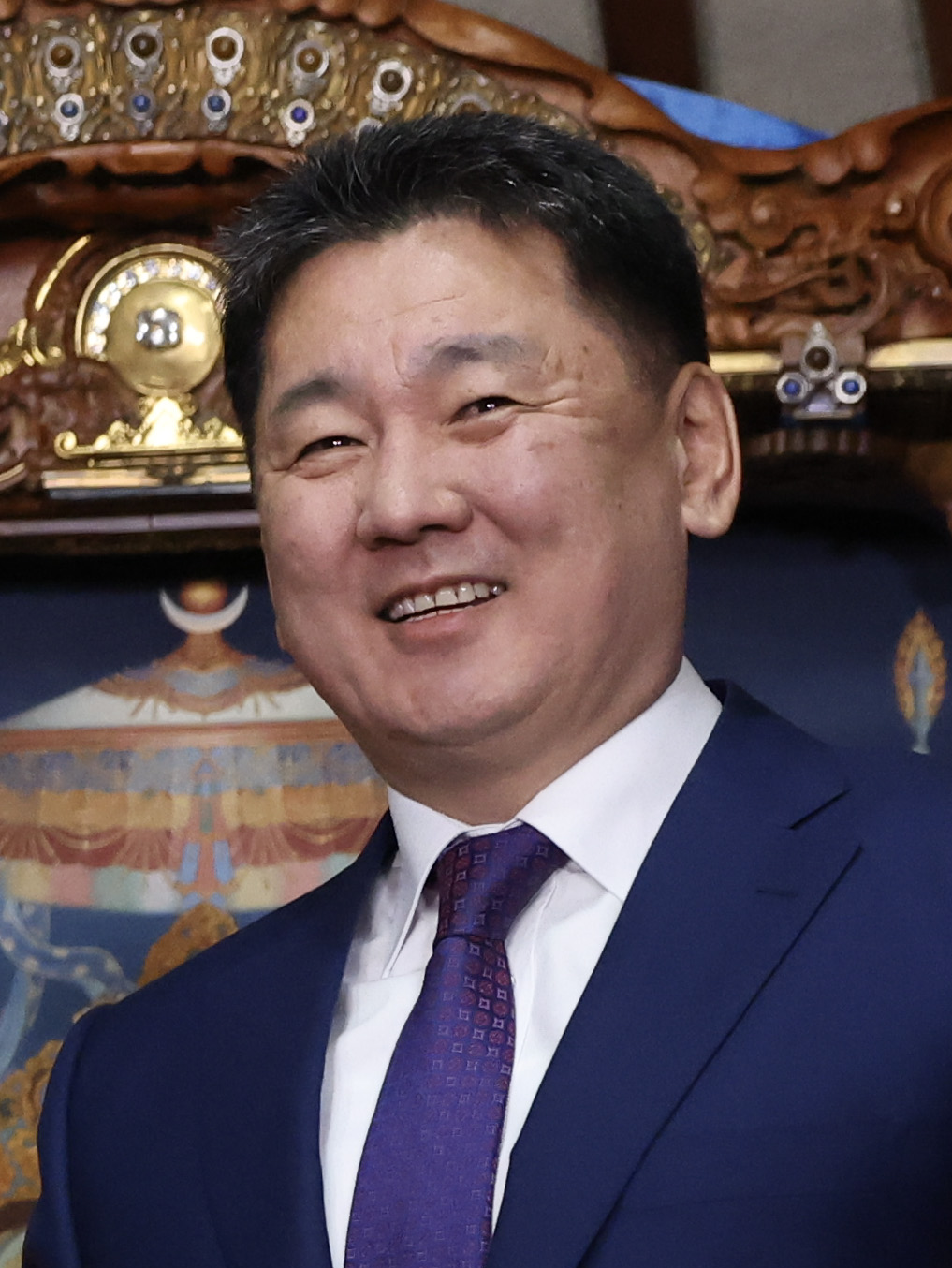
Ukhnaagiin Khürelsükh 2017-2021
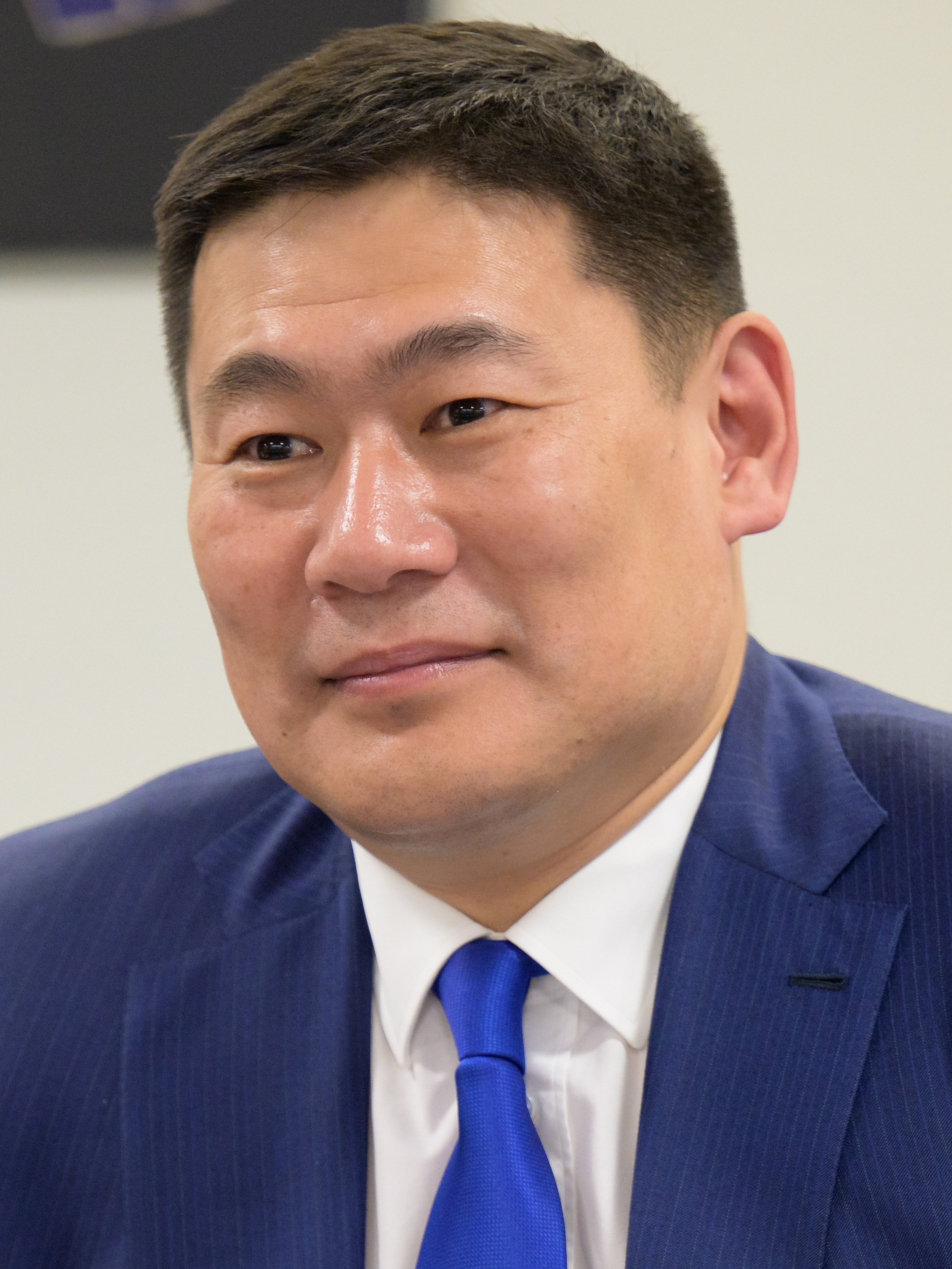
Luvsannamsrai Oyun-Erdene 2021-présent